# Archivio di Stato di Milano
L'Archivio di Stato di Milano (abbreviato con l'acronimo ASMi), con sede presso il Palazzo del Senato, via Senato n. 10, è l'istituzione dello Stato preposta, per legge, alla conservazione dei documenti provenienti dagli uffici degli enti statali, ma anche di quelli pubblici e dei soggetti produttori privati. Formatosi lentamente attraverso l'agglomeramento dei vari poli archivistici diffusi nella Milano austriaca tra la fine del XVIII e la prima metà del XIX secolo, l'Archivio di Stato trovò definitivamente sede nell'ex Palazzo del Senato sotto la direzione di Cesare Cantù, nel 1886. Divenuto un centro di ricerca e di formazione d'eccellenza sotto le direzioni di Luigi Fumi e di Giovanni Vittani, l'Archivio di Stato di Milano dal 1945 continuò il suo ruolo di soggetto conservatore, adeguandosi alle esigenze dei tempi e sviluppando la Scuola di Archivistica, Paleografia e Diplomatica annessa all'Istituto.
L'Archivio di Stato di Milano, che attualmente copre 45 km di scaffali e uno spazio deposito di 6 460 m², conserva archivi e fondi contenenti documenti delle istituzioni politiche e religiose anteriori all'Unificazione, come gli atti prodotti dalla cancelleria sforzesca o sotto il governo spagnolo prima, e austriaco poi. Seguendo lo schema preparato dalla Direzione Generale degli Archivi, oltre ai documenti prodotti prima del 1861 l'Archivio di Stato raccoglie e conserva gli atti prodotti dagli enti statali italiani facenti capo a Milano, quali la prefettura, il tribunale e la questura meneghina, oltre agli atti notarili provenienti dall'archivio notarile distrettuale locale (dopo cent'anni dalla cessazione di attività del notaio in questione) e a quelli degli archivi dei distretti militari. Infine, vi è la ripartizione archivi diversi, non rientranti nella suddivisione cronologica precedente e consistente principalmente in archivi privati o pubblici.
Tra i documenti più celebri che l'Archivio conserva si ricordano, a mo' di esempio, la Cartola de accepto mundio, la più antica pergamena italiana conservata in un Archivio di Stato italiano (risale al 721); il Codicetto di Lodi; lettere autografe di Leonardo da Vinci, di Carlo V, di Ludovico il Moro e di Alessandro Volta; un prezioso esemplare del Codice napoleonico autografato dallo stesso imperatore; il verbale del processo contro Gaetano Bresci.

## Storia

### Il processo di formazione (1786-1851)

#### Il trasferimento a San Fedele: Ilario Corte e Kaunitz

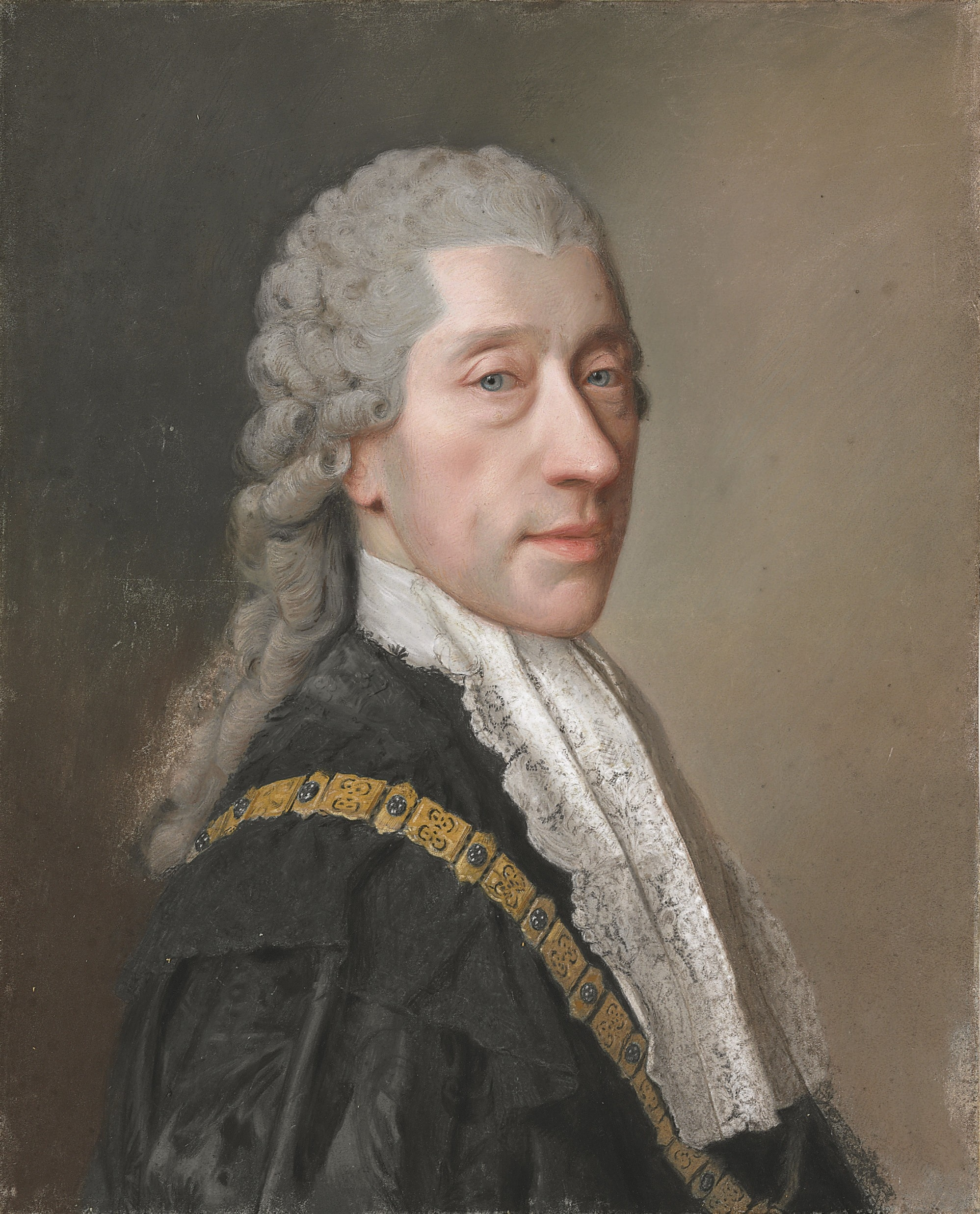
Jean-Étienne Liotard, Ritratto del Conte Wenzel Anton Kaunitz, 1762, collezione privata

La data con cui si identifica la formazione del nucleo di quello che sarà l'Archivio di Stato di Milano (all'epoca denominato Archivio governativo di Milano) è il 1781, anno in cui fu trasferita al collegio dei gesuiti, posto nella chiesa di San Fedele, la documentazione proveniente dal castello di Porta Giovia, l'attuale Castello Sforzesco. La documentazione consisteva soprattutto negli Atti prodotti dalle magistrature del Ducato di Milano sotto gli Sforza, visto che la documentazione viscontea fu quasi del tutto distrutta in seguito alla morte dell'ultimo duca di tale dinastia, Filippo Maria (1447), ma comprendeva anche gli archivi delle cancellerie spagnole e austriache dei secoli XVI-XVIII. La scelta del trasferimento dalla vecchia alla nuova sede fu dettata dalla duplice volontà dell'archivista Ilario Corte (1723-1786) e del ministro plenipotenziario dell'imperatore Giuseppe II, Wenzel Anton von Kaunitz-Rietberg, di mettere al sicuro la documentazione dal pericolante Castello Sforzesco, ma anche di "razionalizzare" il patrimonio documentario dello Stato secondo i principi dell'organizzazione razionale della temperie illuministica secondo il metodo di ordinamento per materia che troverà poi una radicalizzazione nell'operato dell'allievo del Corti, Luca Peroni. In quest'ottica si può inquadrare la decisione, da parte del governo austriaco, di istituire una prima Direzione generale degli Archivi volta a coordinare l'operato degli archivi lombardi nel 1786.

#### Il periodo napoleonico e la Restaurazione

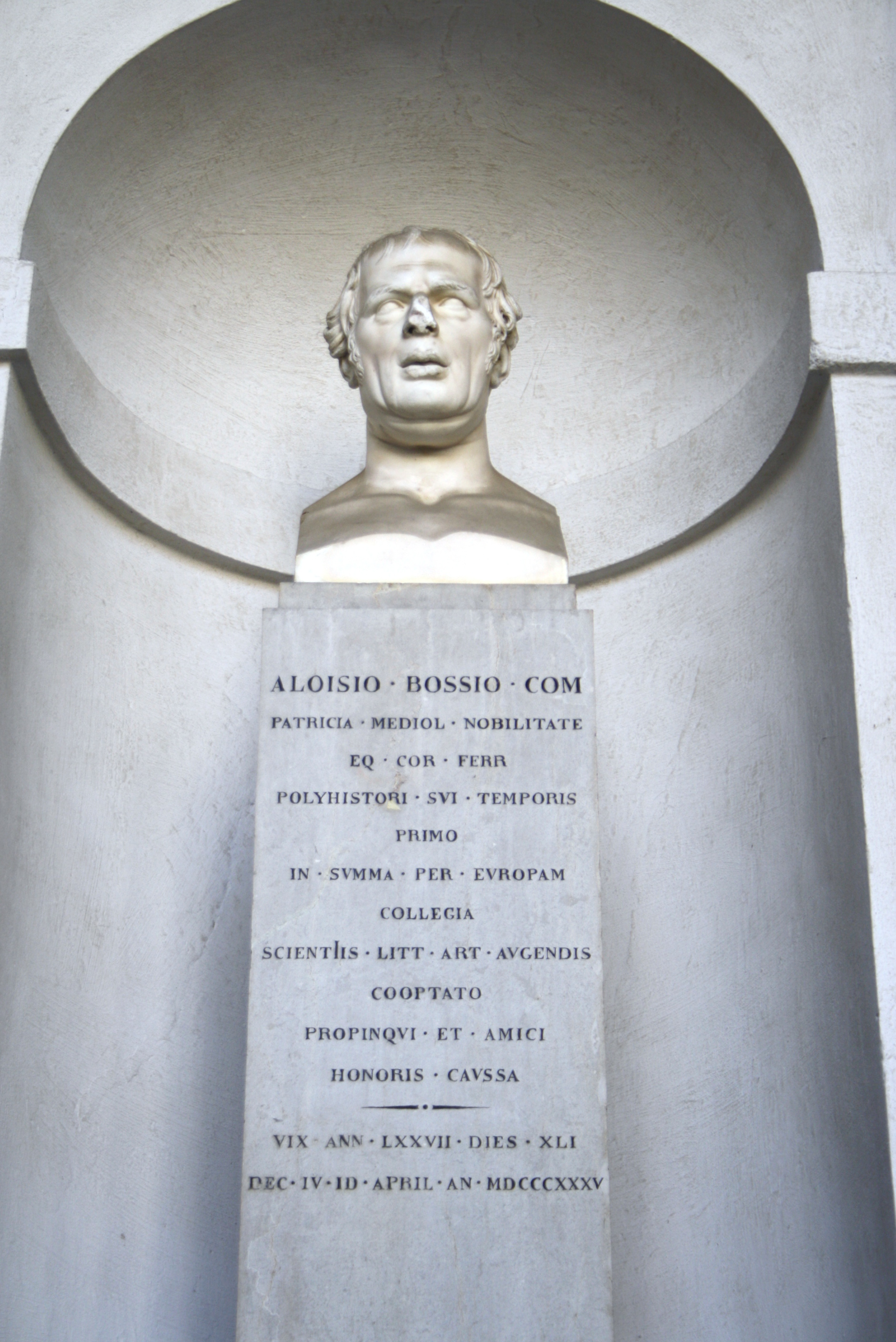
Busto a Luigi Bossi, nel Palazzo di Brera

Con il sopraggiungere delle truppe francesi guidate da Napoleone Bonaparte (1796) per la Lombardia si aprì una nuova fase storica, in cui l'ex Ducato di Milano, riorganizzato e ampliato prima come Repubblica Cisalpina, poi Repubblica Italiana e infine come Regno d'Italia, divenne il fulcro di un nuovo Stato indipendente con una propria corte e vari ministeri, per quanto fosse in realtà sottoposto alla volontà di Parigi. In quasi vent'anni di dominazione francese, la quantità del patrimonio archivistico dell'Archivio Nazionale (nuova denominazione dell'Archivio governativo), la cui direzione fu assunta tra il 1800 e il 1812 da Luigi Bossi Visconti, aumentò sensibilmente a causa anche del materiale prodotto dai vari ministeri del Regno. Sempre per volontà dei francesi, al posto della Direzione Generale degli Archivi sorse la Prefettura generale delle Biblioteche e degli Archivi (1800), che riadotterà la vecchia denominazione al ritorno degli austriaci nel 1814.

#### I vari poli archivistici

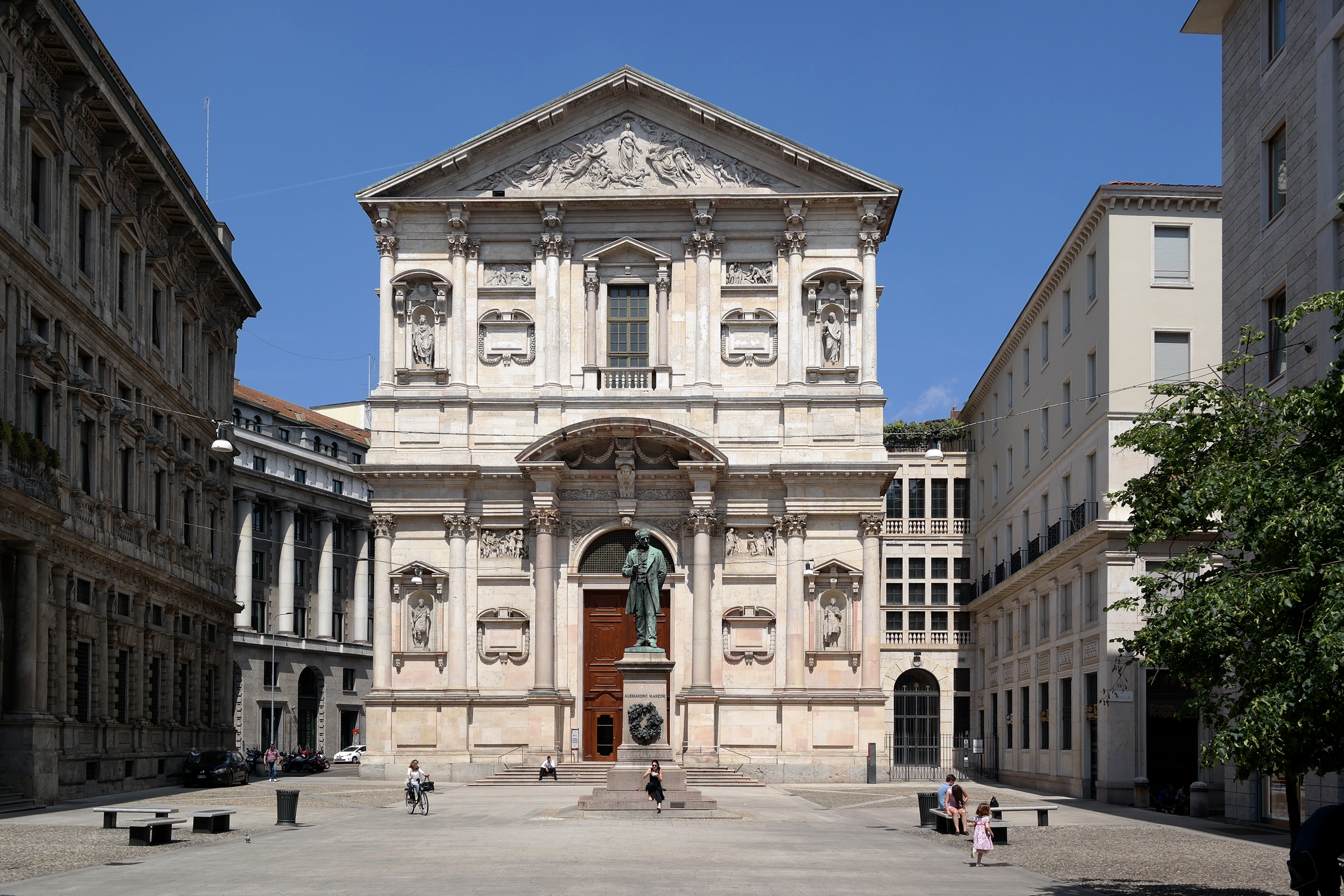
Piazza San Fedele, a Milano

In un arco di tempo che va dalla fine del primo periodo austriaco alla seconda dominazione con il Regno Lombardo-Veneto (1780-1851) sorsero vari poli archivistici deputati a conservare determinati fondi specifici che poi, progressivamente, confluiranno nell'attuale Archivio di Stato:
1. Nella Guida di Milano per il 1848, si riporta che, in Contrada della Sala al civico 956, v'era la sede della Direzione insieme a quello che era definito Archivio Centrale[10].
2. A San Damiano confluì la documentazione relativa alla magistratura del Senato, istituita nel 1499 e abolita nel 1786, e poi quella riguardante la Curia dei podestà e dei Giudici di Giustizia.
3. A partire dal 1787, nell'ex ospizio di San Michele alla Chiusa trovarono spazio gli archivi degli enti e delle congregazioni religiose soppresse sotto Giuseppe II[11] prima e Napoleone dopo. In seguito a vari spostamenti, i documenti degli ordini soppressi trovarono posto nell'ex convento di Santo Spirito a partire dal 1839[12]. Solo successivamente quello che era divenuto ormai il Fondo di Religione troverà poi definitivamente spazio a San Fedele.
4. Nel 1802 l'ex Collegio Elvetico divenne sede del Ministero della Guerra della Repubblica italiana prima e del Regno d'Italia poi, con la conseguente creazione dell'archivio militare che, dopo essere stato depositato presso la chiesa di San Carpoforo al civico 1885[10], nel 1852 confluirà nella sede di San Fedele[13].La Basilica di Sant'Eustorgio, a Milano

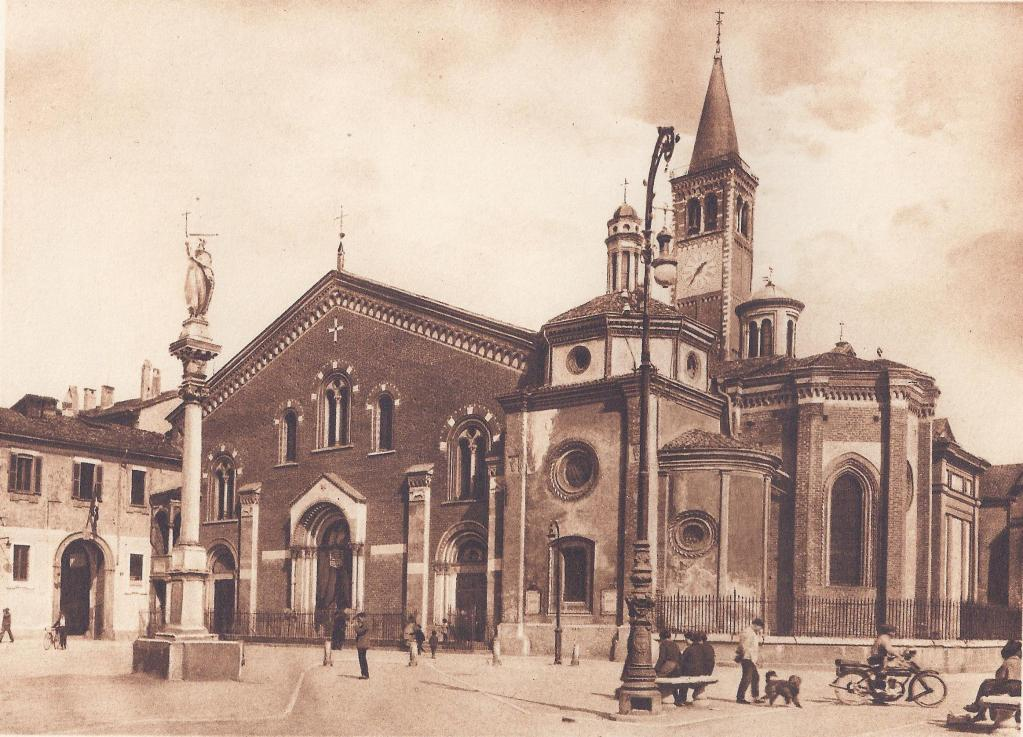
La Basilica di Sant'Eustorgio, a Milano

5. A Palazzo Marino dal 1823 trovò sede l'archivio finanziario[12]. Nel 1831 fu trasferito poi all'ex Monastero di Sant'Ulderico al Bocchetto, situato al civico 2466[10].
6. Il Broletto, già per volontà di Maria Teresa d'Austria, divenne sede dell'archivio notarile (1769-1775) che rimarrà in quella sede fino a tutta la prima metà del XIX secolo[13].
7. L'Archivio diplomatico, costituito nel 1807, fu posto nel 1816 nella Canonica di San Bartolomeo[12] per poi trovare spazio nel locale dell'Archivio Notarile in piazza dei Mercanti al civico 3091[10] dal maggio del 1840[12].
8. L'Archivio giudiziario, costituito nel 1802 come Archivio di deposito giudiziario, passò nel 1823 sotto le dipendenze della sede centrale di San Fedele. Situato nel chiostro della Basilica di Sant'Eustorgio nel 1920, subì pesantissime perdite durante i bombardamenti dell'agosto del 1943[14].

### Il trasferimento all'ex Collegio Elvetico (1851-1886)

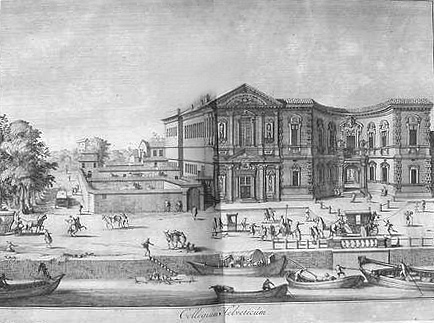
Giovanni Giorgio Grevio, Il Collegio Elvetico, da Thesaurus Antiquitatum et Historiarum Italiae, Leiden 1704

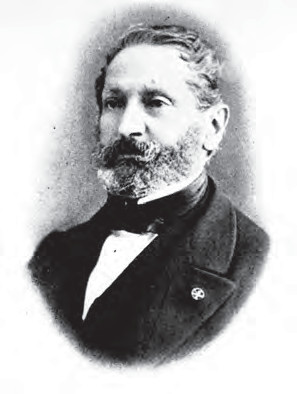
Luigi Osio, direttore degli archivi di Lombardia dal 1851 al 1873

Nel 1851 fu nominato direttore generale degli archivi di Lombardia Luigi Osio (1803-1873) il quale, spinto da diversi motivi, cominciò a pensare a una sede unitaria che raccogliesse i vari fondi sparsi per Milano. Una prima motivazione risiedeva nel fatto che la capacità degli spazi a San Fedele stava lentamente diminuendo; in secondo luogo, l'Osio desiderava trovare un'unica sede archivistica per facilitare gli studiosi e i ricercatori nella consultazione dei diversi documenti sparsi nei sopracitati poli archivisti. In seguito all'unificazione e alla proclamazione del Regno d'Italia (1861), l'Osio cominciò a interessarsi perché l'intero complesso documentario fosse trasferito nell'ex Collegio Elvetico. Edificato da Federico Borromeo nel 1608 ma seminario istituito trent'anni prima da san Carlo (1579) per la formazione particolare di sacerdoti che avrebbero svolto il loro ministero pastorale nelle valli svizzere impregnate della dottrina calvinista l'edificio, sotto il regno italico napoleonico, tra il 1809 e il 1814, ospitò la sede del Senato regio.
Il desiderio del direttore, però, dovette scontrarsi con impedimenti burocratici e tecnici che si prolungarono per più di vent'anni, tanto che lo stesso successore dell'Osio, il celebre storico Cesare Cantù, rimarcava, all'inizio degli anni 1880, ancora una notevole lentezza nell'adempimento dei propositi del predecessore. Se nel 1873 la Direzione Generale degli Archivi s'insediò nel Palazzo del Senato, fu soltanto nel 1886 che tutti i fondi archivistici finora sparsi in varie zone di Milano, con l'eccezione dell'archivio notarile, vi trovarono definitivamente sede.

### Dal 1886 al 1945

#### Da Osio a Cantù
(Archivio di Stato Milanese, p. 68)

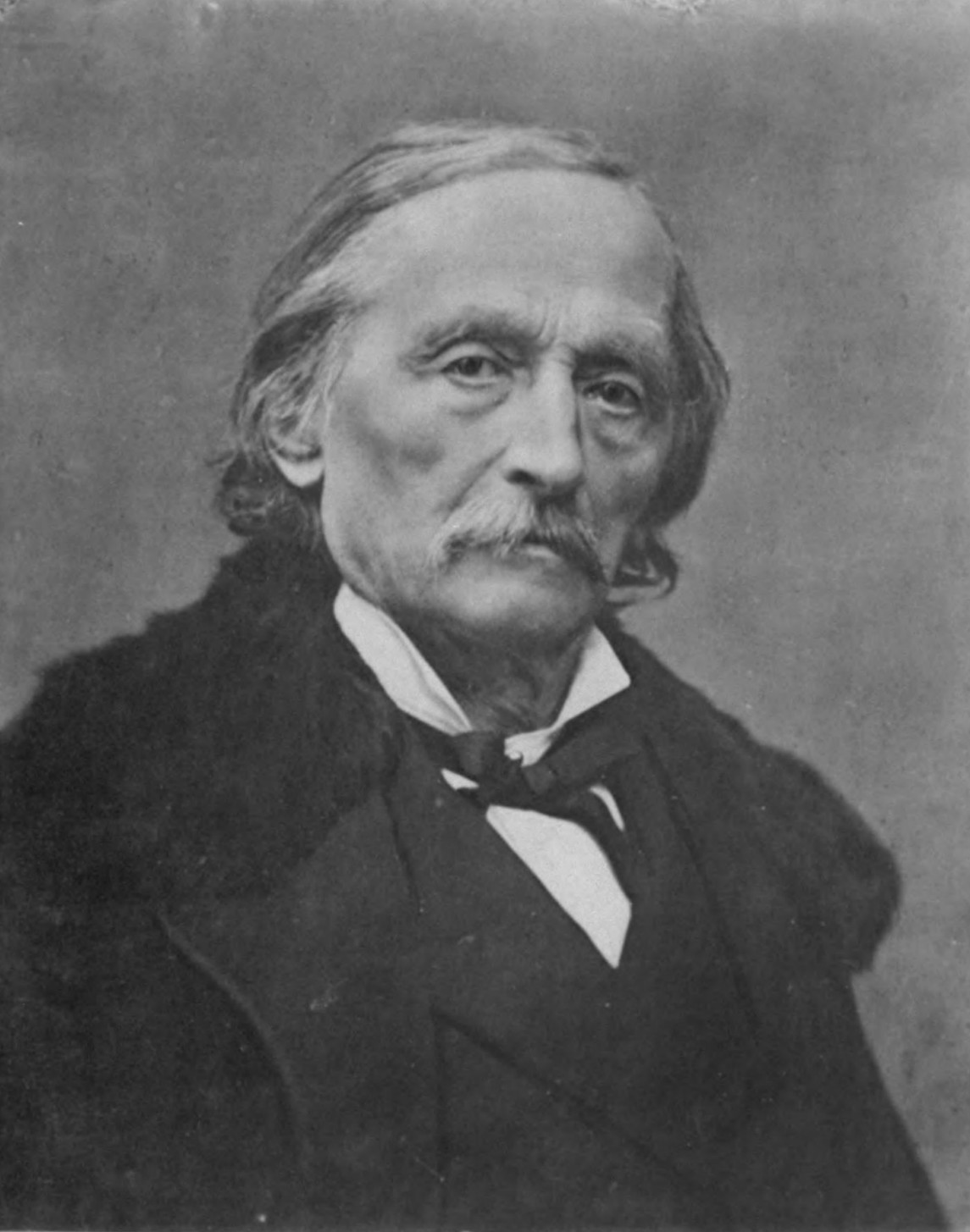
Ritratto di Cesare Cantù

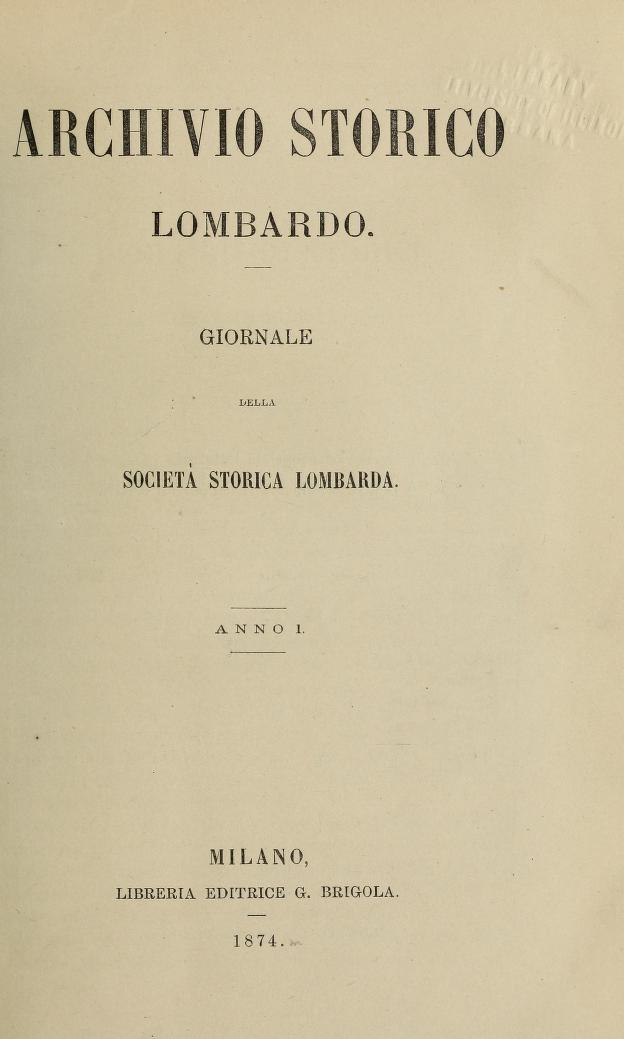
Archivio Storico Lombardo, Giornale della Società Storica Lombarda, Libreria Editrice G. Brigola, Milano 1874, anno I

Con la commissione presieduta da Luigi Cibrario del 1870, fu deciso che, a partire dal 1875, l'amministrazione dei quindici Archivi di Stato presenti sul territorio nazionale dovesse essere posta sotto la vigilanza del Ministero dell'interno. L'Archivio di Stato di Milano, che stava lentamente entrando in funzione grazie agli sforzi di Osio prima e di Cantù poi, cominciò a raccogliere anche la documentazione proveniente dagli archivi degli uffici statali (atti catastali, della prefettura, del Tribunale, ecc.) oltre a quella già menzionata prima. Il Cantù, inoltre, fu un importante organizzatore delle attività dell'archivio e degli organi a esso afferenti, tanto che
(Raponi, p. 314)
Infatti spettò al Cantù l'effettiva organizzazione dell'archivio una volta entrato in funzione. A Cantù si deve inoltre la fondazione nel 1874 della rivista Archivio Storico Lombardo la quale, nelle intenzioni del celebre letterato e storico, doveva essere «anche il giornale dell'Archivio di Stato».

#### Il rinnovamento metodologico di Fumi e Vittani
(Raponi, p. 316)

Con questa frase, Nicola Raponi vuole sottolineare il binomio ossimorico che esisteva nell'Archivio di Stato: da un lato, le grandi ricerche degli archivisti guidati dal Cantù; dall'altro, un'imperizia da parte degli archivisti stessi nella gestione dei fondi loro affidati. Soprattutto, Luigi Fumi (direttore dal 1907), affiancato da Giovanni Vittani (che sarà suo successore dal 1920), darà il via a un processo di modernizzazione della scienza archivistica che si rifletterà sia nell'insegnamento della scuola (come verrà esplicato nella sezione riguardante), sia nella rottura col sistema peroniano che ancora sotto Osio e Cantù imperava, utilizzando come voce "scientifica" delle attività dell'istituto la rivista Annuario del Regio archivio di stato di Milano, pubblicata tra il 1911 e il 1919.

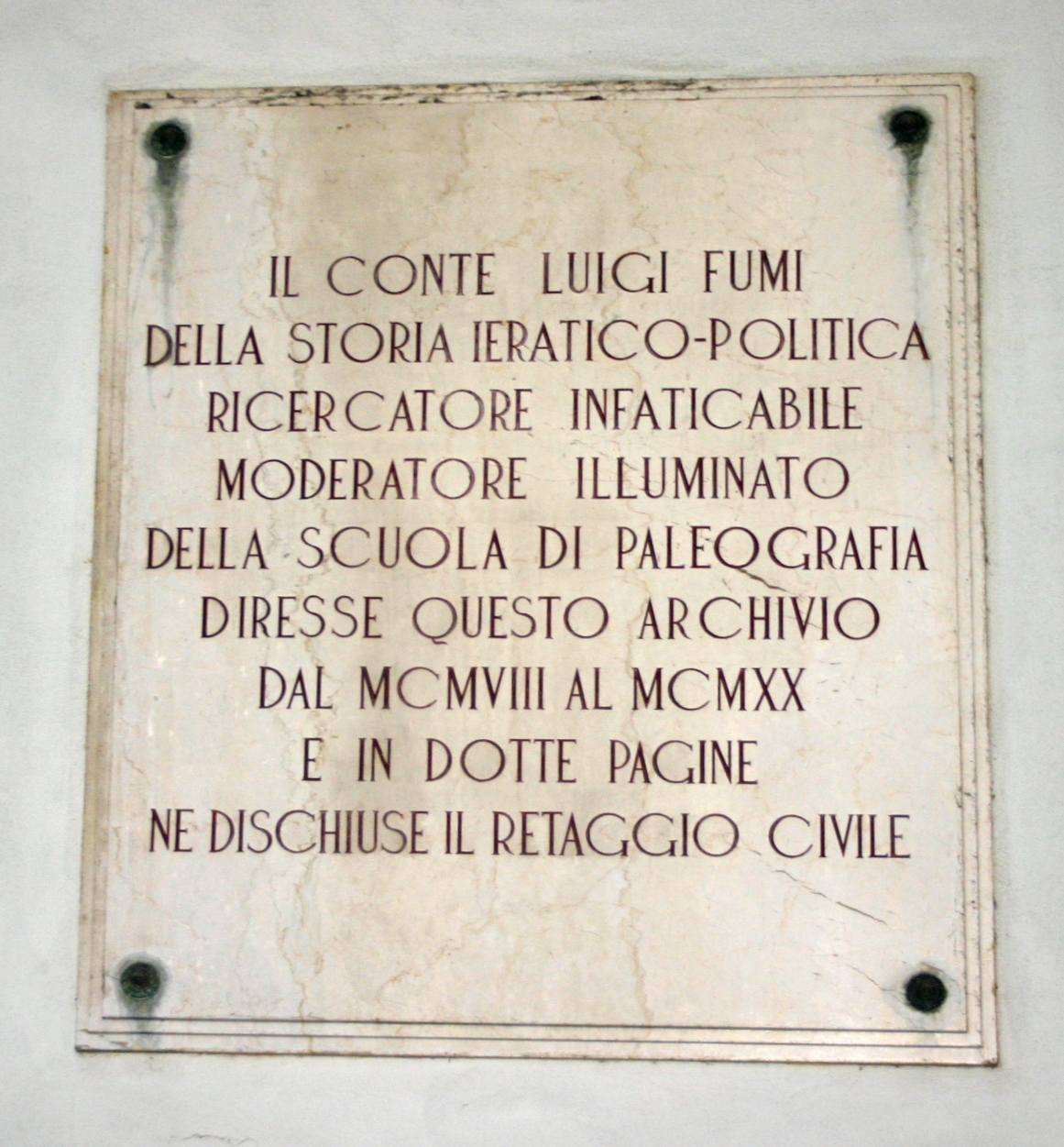
Lapide a Luigi Fumi

#### La seconda guerra mondiale
L'attività dell'Archivio continuò imperturbata fino alla seconda guerra mondiale, quando gli eventi bellici precipitarono l'Italia nell'abisso della desolazione e poi dell'occupazione nazista. Fin dal settembre del 1939 Guido Manganelli, neodirettore dell'ASMi in seguito alla morte di Giovanni Vittani, si premurò di far "evacuare" i fondi dal Palazzo del Senato e di farli depositare nella vicina e più sicura Brianza, esattamente a Villa Greppi situata a Monticello Brianza e, dopo l'entrata ufficiale in guerra dell'Italia nel giugno 1940, a Rovagnate e a Merate presso alcuni edifici appartenenti alla Chiesa. Nonostante l'attività indefessa da parte di Manganelli e del personale dell'ASMi nel salvaguardare i vari fondi, una considerevole parte del patrimonio archivistico fu distrutto durante i bombardamenti del 12/13 e del 15/16 agosto del 1943. In queste due date, infatti, Milano fu violentemente bombardata e, tra gli edifici colpiti dagli Alleati, vi furono il Palazzo del Senato e la sezione del chiostro di Sant'Eustorgio: andarono irrimediabilmente persi il fondo amministrativo dell'Archivio di Stato (il cosiddetto Archivietto), la Biblioteca, la sezione dell'archivio giudiziario e la maggior parte di quello del Senato del Ducato di Milano. Nel 1944, il Palazzo del Senato accolse l'archivio notarile.

### L'Archivio di Stato dal 1945 a oggi
(Piano, p. 325)

#### L'opera di restauro: tra Manganelli e Natale

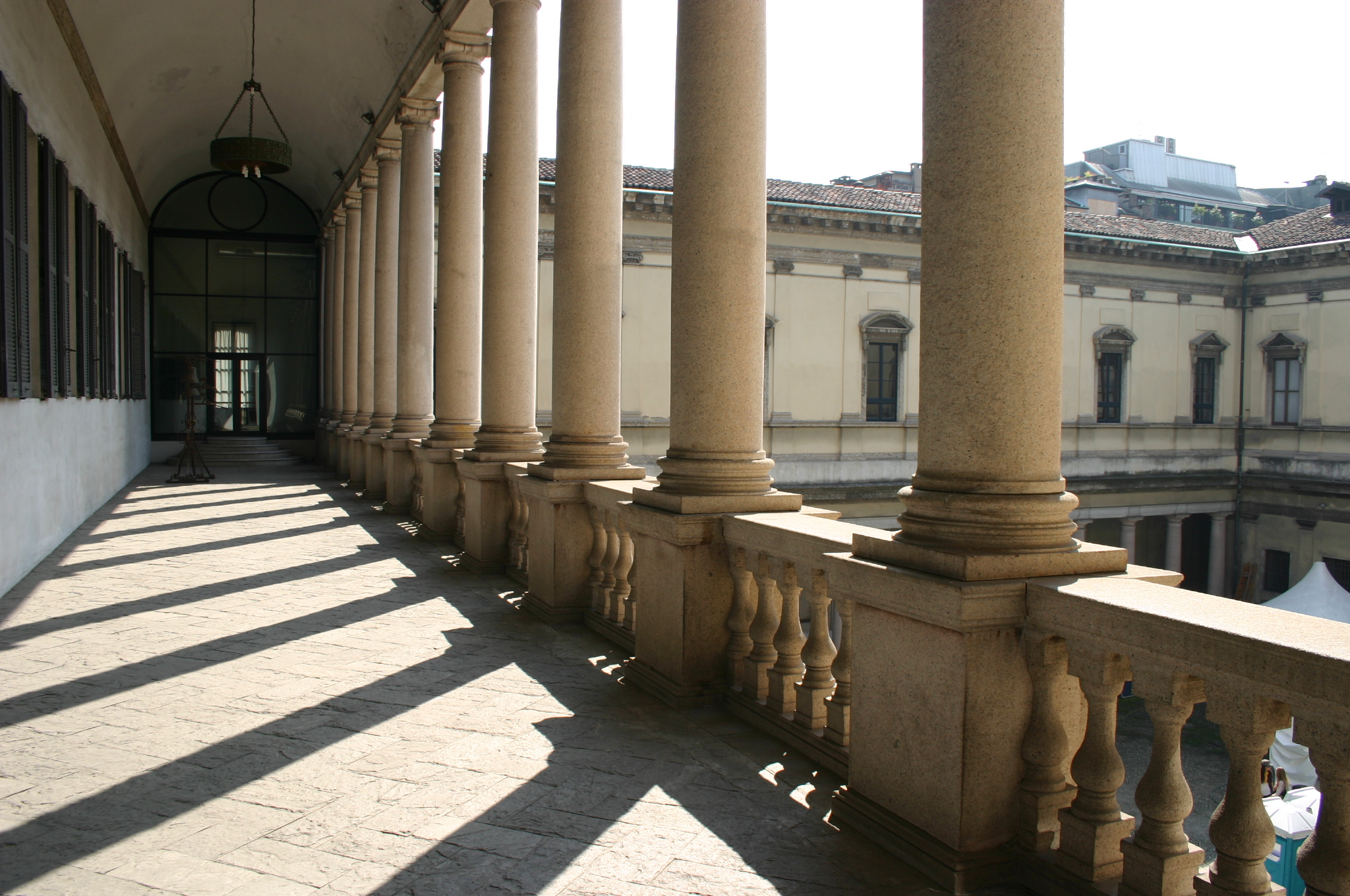
Colonnato del secondo cortile, lato nord

Il Palazzo fu oggetto, all'indomani della guerra, di una ricostruzione architettonica che durò per buona parte degli anni 1950 e che fu affidata in parte al genio civile e in parte alla Soprintendenza. Il risultato, oltre a ristrutturare le parti più gravemente danneggiate, fu anche quello di una razionalizzazione degli spazi interni, creando un ammezzato tra il pian terreno e il primo piano. Al pian terreno furono ricavati degli spazi per una biblioteca e per la scuola d'archivistica, mentre al primo piano trovarono luogo gli uffici amministrativi (misurante 1 886 m²) e l'attuale sala di consultazione (o studio), misurante 281 m². Oltre al mandato di Guido Manganelli, da segnalare fu il lungo mandato di Alfio Rosario Natale per la ripresa delle attività in pieno regime dell'ASMi e il suo rilancio a livello scientifico in Italia e nel mondo, promuovendo una serie di iniziative volte alla diffusione, presso le élite storiche e archivistiche, dei fondi ivi custoditi.
Infine è fondamentale ricordare la fondazione, nel 1974, di quello che all'epoca si chiamava Ministero per i beni culturali e l'ambiente (l'attuale MiC) che sostituì quasi totalmente il Ministero dell'interno nella gestione degli Archivi di Stato.

#### I servizi e le attività dell'ASMi

##### La Biblioteca tra il 1809 e il 1943

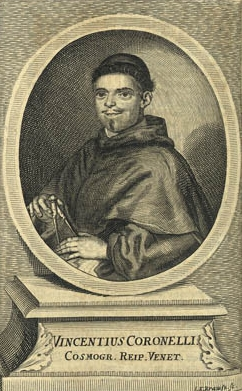
Vincenzo Maria Coronelli in un'incisione di J. E. Kraus

Di particolare rilevanza è la biblioteca, fondata in età napoleonica con la costituzione dell'Archivio Diplomatico, più precisamente nel 1809, come si evince da una lettera del Prefetto degli Archivi e delle Biblioteche del Regno d'Italia, Luigi Bossi Visconti, all'archivista generale Daverio. Arricchitasi progressivamente nel corso del XIX secolo, specialmente sotto il mandato dell'Osio che, collaborando con i funzionari Dozzio, Cossa e Ferrario, incrementò tale risorsa con «l'istituzione di una biblioteca di libri speciali alle materie archivistiche», nella relazione sugli archivi e servizi annessi del 1883 emerge che l'ASMi possedeva «pregevole biblioteca, la quale si compone di 1.634 opere che fanno 3.369 volumi». Dall'edizione dell'Archivio Storico Lombardo del 1876, si viene a sapere che alla Biblioteca furono donate varie opere di carattere storico, genealogico, diplomatistico e araldico, ovvero: la descrizione delle opere per l'asciugamento del lago Fucino; i due libri di Damiano Muoni Tunisi, spedizione di Carlo V imperatore e Famiglia degli Isei ora Oldofredi; il libro del cosmografo Vincenzo Maria Coronelli Armi, Blasoni e Insegne gentilizie delle famiglie patrizie di Venezia; il VI volume dei documenti raccolti dalla Società di Deputazione sopra gli studi di Storia Patria toscane, umbre e marchigiane; e altri ancora.
La biblioteca vide incrementare ulteriormente il proprio patrimonio librario grazie all'indefessa attività del direttore Luigi Fumi e del suo collaboratore più stretto (e poi a sua volta suo successore) Giovanni Vittani, i quali crearono una sezione dedicata esclusivamente all'araldica nel 1919 ed effettuarono la redazione del catalogo topografico per dotare la Biblioteca di un valido strumento di ricerca interno in aiuto agli studiosi. Grazie al registro di carico e all'inventario topografico (altre fonti "tecniche" relative agli acquisti e alle donazioni nel periodo precedente al 1943) si viene a sapere della ricchezza patrimoniale raggiunta dalla biblioteca: una ricca sezione dedicata al diritto, volumi dedicati alla storia degli antichi Stati preunitari (Degli Statuti ciuili della Serenissima Republica di Genoua e i Diarii di Marino Sanudo il Giovane), alla storia dell'arte, all'araldica (Le leggi del blasone o L'arte vera dell'arme diuisa in due parti, di Louis De Lespine de Mailly), alla storia (la Correspondance de Napoléon I) e, ovviamente, alle scienze archivistiche, diplomatiche e paleografiche. In più, erano presenti anche incunaboli ed edizioni del XVI e del XVII secolo stampate a Venezia dagli eredi di Aldo Manuzio.

##### La rinascita della Biblioteca: dal 1943 a oggi

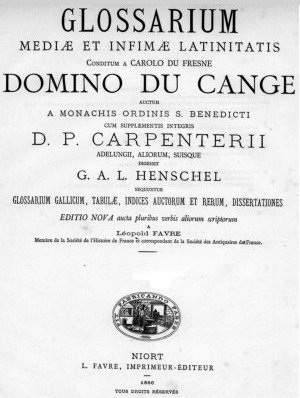
Charles Du Cange, Glossarium mediae et infimae Latinitatis [1678], edito da Niort nel 1883

Gravemente distrutta dai bombardamenti del 9/10 agosto 1943, l'allora direttore Manganelli decise che già dal 1944 la Biblioteca dell'Istituto doveva essere ricostruita, anche se fu riaperta agli studiosi soltanto nel 1948. Nel corso degli anni 1950 e 1960, oltre all'acquisto di volumi più recenti dedicati alle scienze archivistiche e affini, si cercò anche di «procede[re] - compatibilmente con le risorse economiche - anche all'acquisto di volumi recentemente perduti», come Le famiglie nobili italiane di Pompeo Litta o l'importante trattato di diplomatica Nouveau traité de diplomatique, ou l'on examine les fondements de cet art di Charles Francois Toustain e René Prosper Tassin. Comunque, nel corso degli ultimi settant'anni, la biblioteca ritornò agli antichi splendori grazie sia agli acquisti operati dall'Archivio, sia alle generose donazioni di privati che hanno portato tale istituzione a contare 40 000 monografie, 300 testate di periodici e 15 000 opuscoli, divise tra la sala biblioteca posta al pian terreno e la sala studio, ove sono conservati principalmente strumenti pratici quali dizionari di latino medievale (in primis il celebre Glossarium Ad Scriptores Mediae et Infimae Latinitatis del filologo e linguista seicentesco Charles du Cange) e il dizionario milanese-italiano di Francesco Cherubini. Più in generale, il patrimonio bibliotecario consiste in:
(Biblioteca)

##### La sala conferenze e il servizio di digitalizzazione

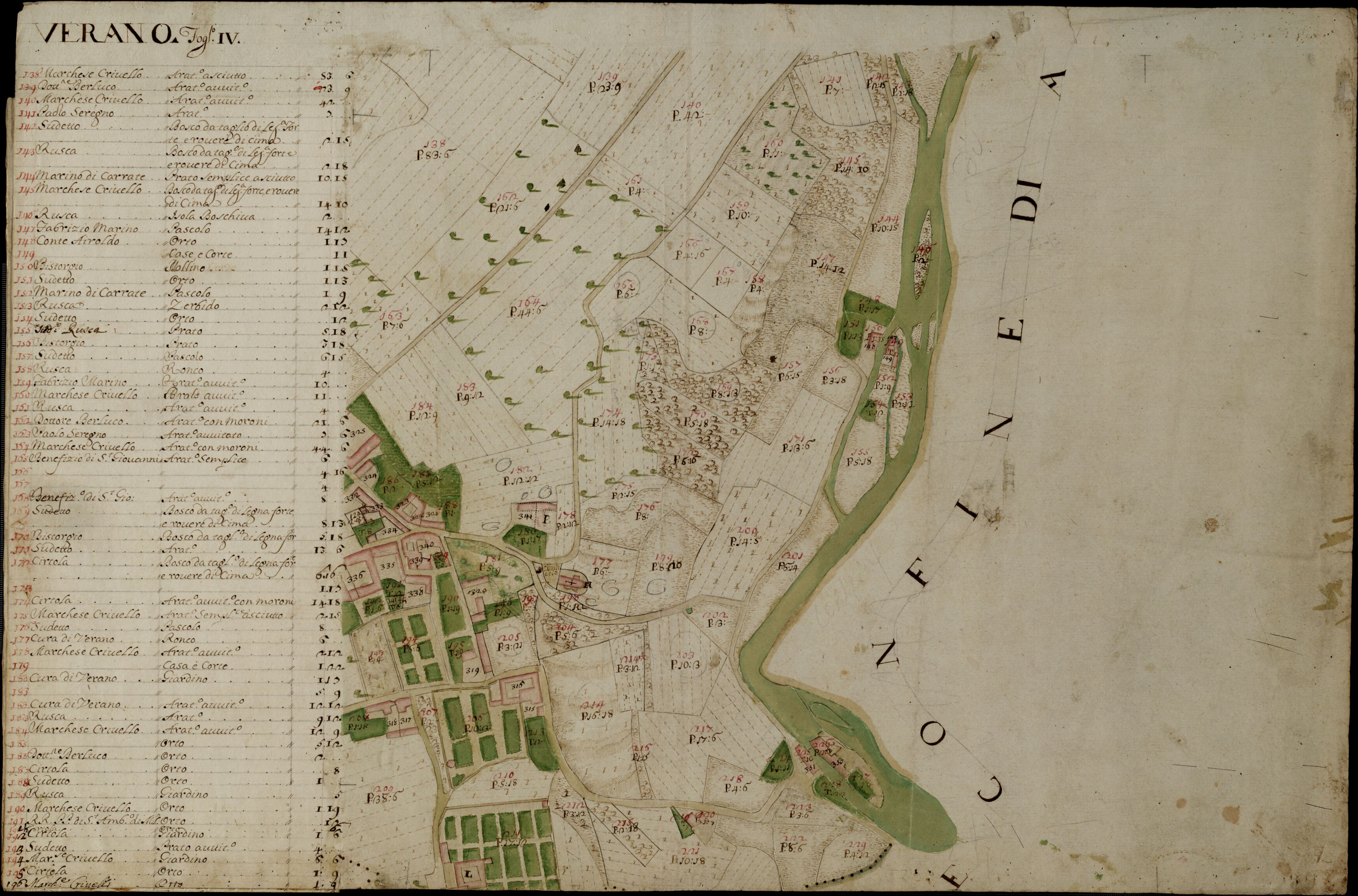
Archivio di Stato di Milano, Catasto teresiano. Mappe di attivazione, 3080, mappa 1 f. 4, Mappa originale del Comune Censuario di Verano, mappa su carta, 1721.

Sempre dopo il 1945, furono realizzate in tempi diversi ulteriori spazi che servissero da accoglimento degli studiosi in visita non solo per consultare i documenti, ma anche per poter anche partecipare a vari incontri tenuti da docenti o da funzionari dell'ASMi riguardo al patrimonio dell'ente e, tramite esso, la storia di Milano. A tal proposito è stata realizzata l'attuale Sala Conferenze, posta al pian terreno del primo quadriportico, che funge sia da spazio sia per la Scuola di Archivistica, sia appunto come aula per conferenze della natura ante citata. Tale sala misura 502 m².
Da segnalare, con l'avvio della scienza informatica a partire dagli anni 1980 e 1990, che comportò la relativa specializzazione di quest'ultima sotto forma di archivistica informatica e la concreta possibilità di riprodurre e, di conseguenza, meglio conservare i documenti più antichi attraverso la digitalizzazione, l'adeguamento di alcune sale al primo piano come laboratorio digitale e per la realizzazione di microfilm, sale che occupano uno spazio di 70 m². Per quanto riguarda ASMI, l'opera di digitalizzazione fu avviata tra il 1998 e il 2003 con il progetto Imago per quanto riguarda la cartografia catastale. Dal 2006 l'ASMi, in collaborazione con l'Archivio di Stato di Venezia e il Consiglio Nazionale delle Ricerche, avviò la messa in internet del materiale prodotto con il progetto Imago tramite il progetto Divenire giungendo alla realizzazione dell'Atlante dei Catasti Storici e delle carte topografiche della Lombardia. Le mappe digitalizzate, che sono circa 28 000, sono consultabili liberamente tramite il sito dell'Archivio.

##### La valorizzazione del patrimonio: tra mostre, l'Annuarioe le visite guidate

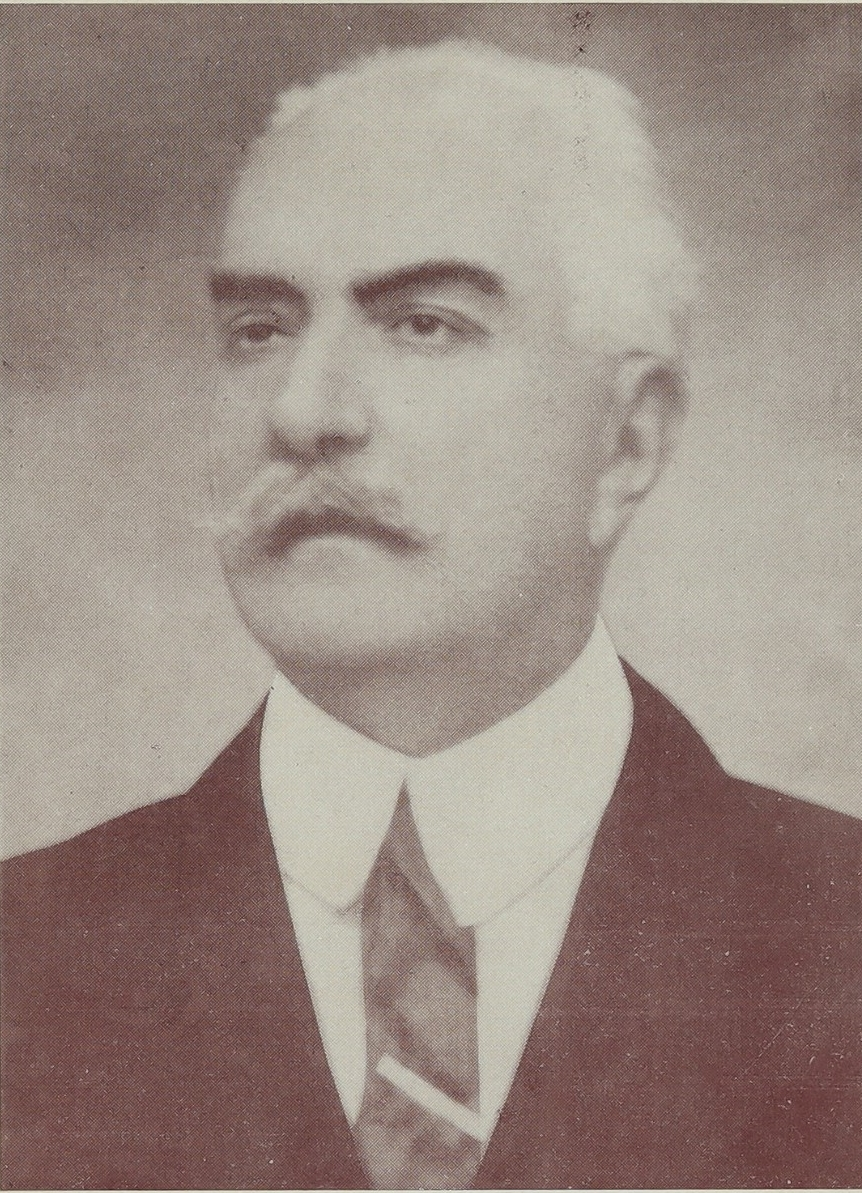
Luigi Fumi, direttore dell'Archivio di Stato di Milano dal 1907 al 1920. Nel 2011 si decise di celebrare il centenario dell'Annuario da lui fondato riprendendone la pubblicazione.

Il concetto di valorizzazione del patrimonio culturale, benché codificato definitivamente dal Codice Urbani del 2004, fu oggetto d'attenzione progressiva da parte dello Stato italiano dal 1939 in avanti, quando cominciò a svilupparsi una "coscienza" sul valore del patrimonio artistico attraverso la "commissione Franceschini" (legge n. 310/1964), la costituzione di un ministero ad hoc per i beni culturali tra il 1974 e il 1975 e la legge Galasso (431/1985). Con il Codice Urbani, che si regge sui due pilastri della tutela e della valorizzazione, la "divulgazione" presso il pubblico del patrimonio culturale divenne parte integrante anche degli Archivi di Stato.

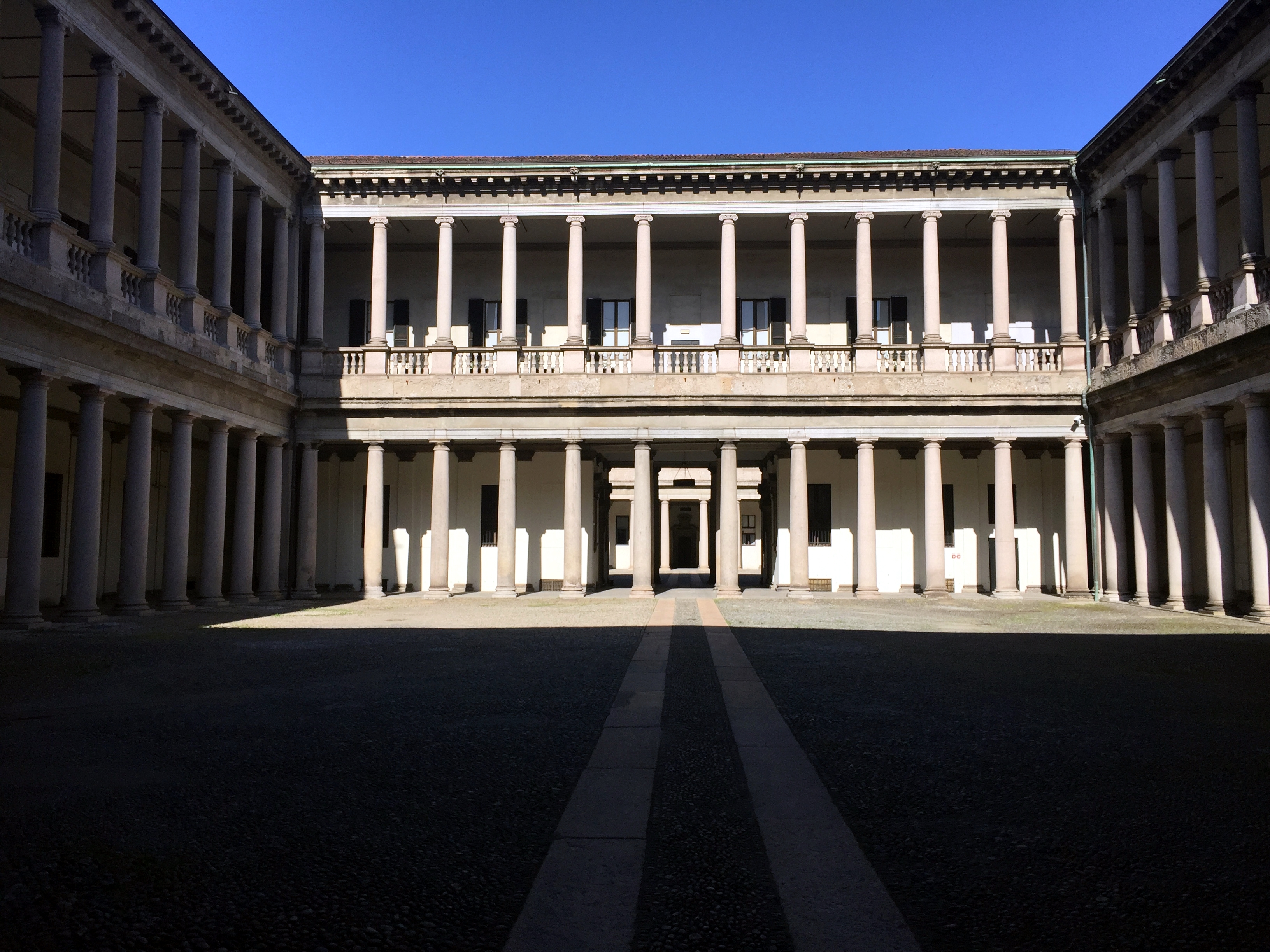
Cortile interno del Palazzo del Senato/Archivio di Stato di Milano

Per quanto riguarda l'ASMi, bisogna sottolineare che già fin dal 1911 ci furono tentativi di avvicinare la popolazione all'attività dell'Istituto, tramite le già ricordate Prolusioni dell'Anno Accademico tenute da Giovanni Vittani. Fu però soltanto dal 1957 in avanti che, sotto la direzione di Alfio Rosario Natale (1956-1974), si cominciò a organizzare delle mostre aperte al pubblico le quali diventeranno sempre più ricorrenti dagli anni 1980 per diventare, infine, annuali dal 2005. A fianco delle mostre, bisogna ricordare anche la presentazione del "Documento del mese", iniziativa partita dal settembre 2014 e volta a presentare al pubblico una qualsiasi tipologia di unità documentaria; e il servizio offerto sia dai funzionari archivisti sia, dal 19 gennaio 2017, dai volontari del Touring Club Italiano per accompagnare i visitatori alla conoscenza sia dell'edificio sia del patrimonio archivistico.
Infine, si ricorda che, sul finire del mandato di Barbara Bertini (2011), si decise di celebrare il centenario della pubblicazione del primo Annuario dell'ASMi riproponendone la pubblicazione annuale con interventi sullo stato delle attività dell'Archivio e sulle ricerche compiute dagli studiosi/funzionari dell'Istituto nei settori storici, della diplomatica, della paleografia e dell'archivistica.

##### IlCentro culturale dell'Archivio di StatoeArcheion
Al fianco dell'attività istituzionale, a partire dal mandato di Alfio Rosario Natale, si costituirono dei gruppi paralleli volti a sostenere le iniziative culturali e scientifiche dell'Archivio, come il Centro culturale dell'Archivio di Stato nel 1957 (attivo per alcuni anni) e, dal maggio del 2000, dall'associazione culturale Archeion, nata «con lo scopo primario di promuovere e sostenere l'attività culturale dell'Archivio di Stato di Milano». Archeion, tra i vari progetti approvati dalla Direzione, si è segnalato per la diffusione e la riscoperta della lingua latina «dall'età classica fino al latino pontificio più recente» attraverso una serie di incontri del progetto Insolita itinera, partito nel 2012 e ancora attivo. In tale ottica divulgatrice, Archeion opera anche per aiutare i candidati all'ammissione nella Scuola di Archivistica, Paleografia e Diplomatica ad avvicinarsi al latino medievale, lingua che dovranno tradurre in sede d'esame.

## Il patrimonio documentario

### Inquadramento generale

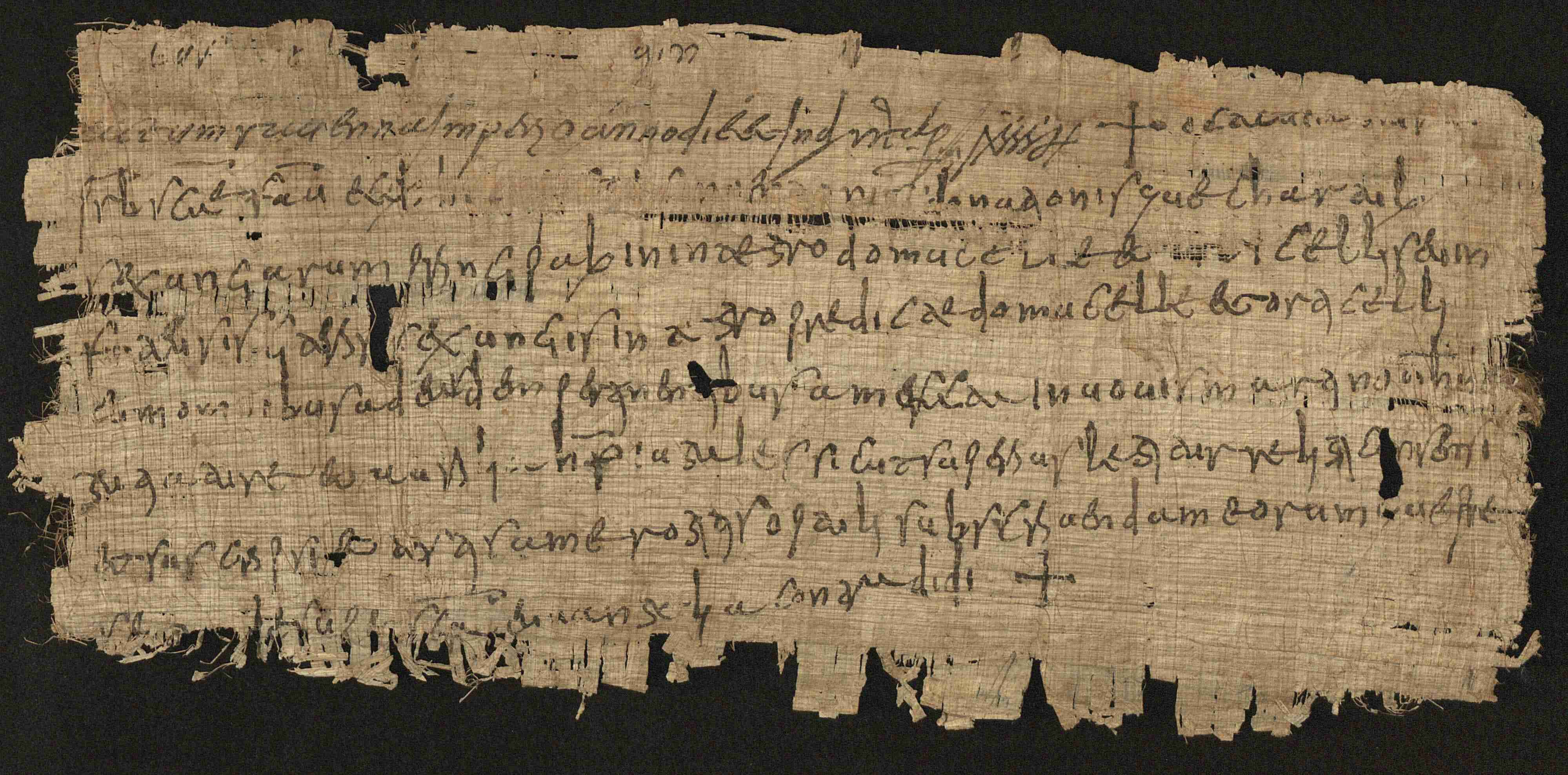
ASMi, Fondo Miniature e Cimeli, cart. 1, pezzo n° 1, Chartula pacti conventionis donationisque, documento privato in base di scrittura minuscola corsiva, frammento di un papiraceo ravennate del VI secolo d.C. (lingua latina)

L'Archivio di Stato di Milano, attualmente copre circa 45 km di scaffali. Vi sono contenute 180 000 unità archivistiche, 150 000 pergamene, oltre 76 000 mappe e una vastissima documentazione che va dal Medioevo fino ai giorni nostri. Il più antico documento in pergamena conservato (non solo a Milano, ma anche nel resto degli altri Archivi di Stato), infatti, risale al 12 maggio 721 e si intitola "Cartola de accepto mundio". Oltre alla Cartola de accepto mundio, l'Archivio di Stato di Milano conserva altre preziose unità documentarie riunite nel Fondo cimeli tra cui: 

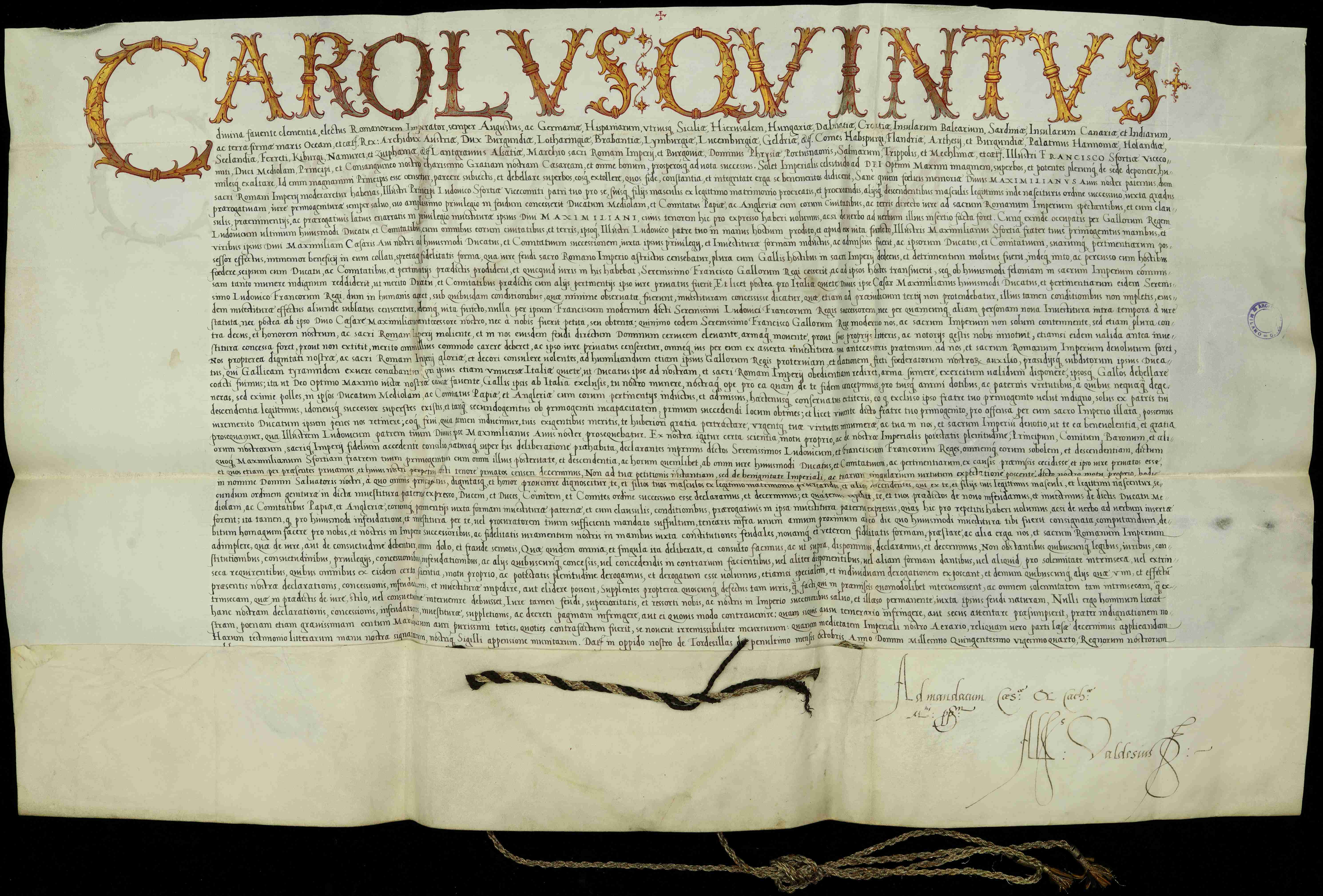
ASMi, Diplomi e Dispacci Sovrani - Germania, vart. 4, Diploma imperiale redatto in scrittura cancelleresca di base umanistica, pergamena, Diploma di Carlo V (detto anche bolla d'oro): "Carlo V concede a Francesco II Sforza l'investitura del Ducato di Milano". Dato "in oppido de Tordesillas" (ovvero "nella città di Tordesillas") il 30 ottobre 1524 (lingua latina).

- un frammento di un papiro ravennate (VI secolo)
- un copialettere di Bernabò Visconti del 1364
- un autografo di Leonardo da Vinci (1482)
- la cosiddetta "bolla d'oro" di Carlo V
- Il testamento di Luca Riva (1624)[N 4]
- documenti di Napoleone Bonaparte (tra cui il Codice civile autografato)
- una lettera scritta col sangue da Silvio Pellico durante la sua reclusione (1820)[30]

### I fondi e gli archivi
I fondi sedimentati nell'Archivio di Stato di Milano sono numerosissimi e variano per tipologia: dagli Atti di Governo al Fondo di Religione, dagli archivi degli enti statali che vi vengono versati per legge ad archivi di famiglie (per esempio i Sormani Andreani Verri Giussani) o di singole persone (Antonio Taverna). Il numero esatto di fondi è riportato sul sito del Sistema Informativo degli Archivi di Stato (il SIAS), mentre qui vengono trattati quelli più significativi in base al raggruppamento proposto dalla Guida generale degli Archivi di Stato italiani:

#### Antichi Regimi
La prima partizione raggruppa fondi e archivi delle antiche magistrature centrali e periferiche presenti a Milano durante il periodo pre-unitario:

##### GliAtti di governoe il metodo peroniano

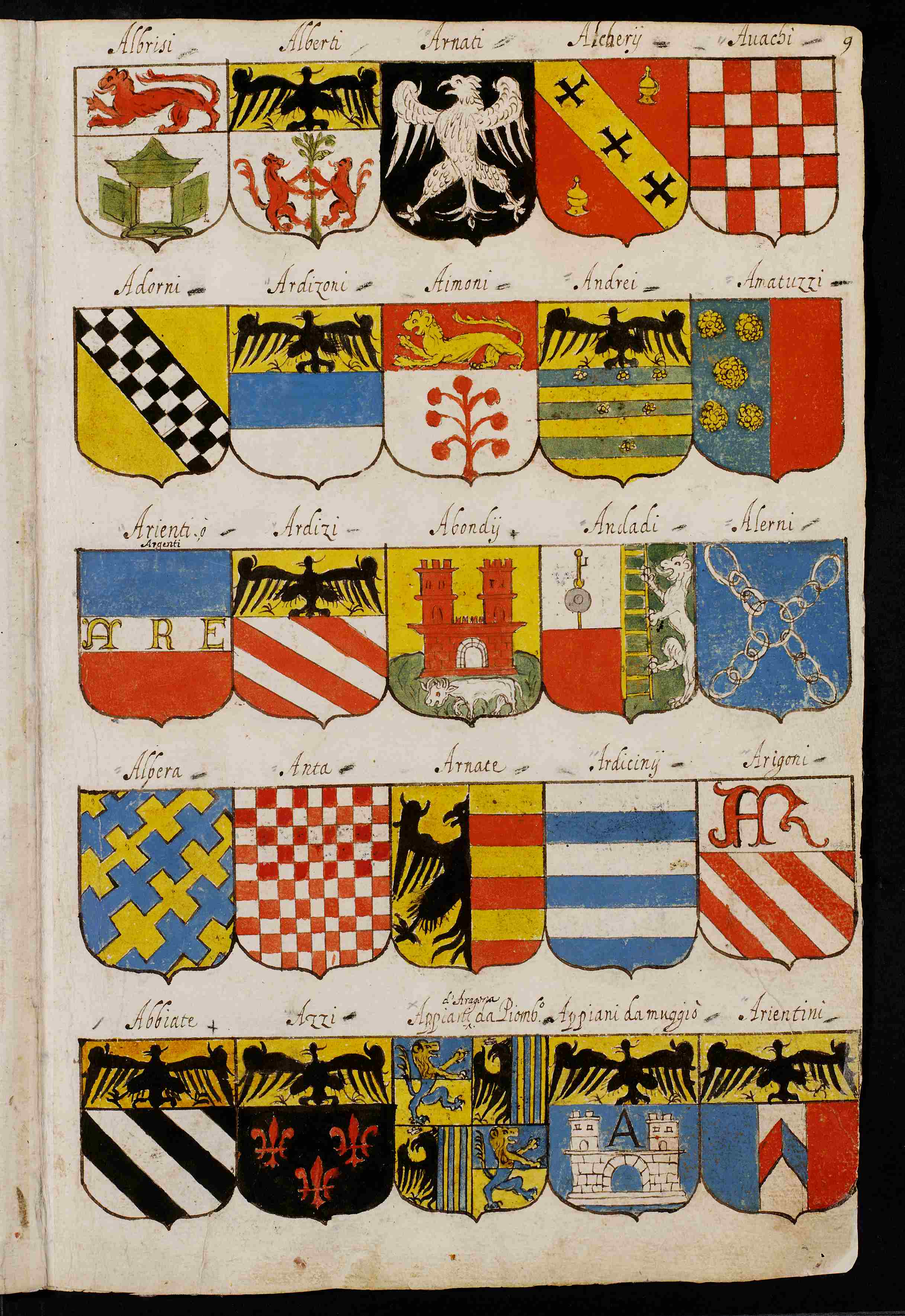
ASMi, Araldica Registri - Codice Araldico Cremosano - Stemmi Famiglie Lombarde, anno 1673, per opera di Marco Cremosano (Milano 1611- Milano 1674)

La parte più consistente del patrimonio archivistico è costituita dagli Atti di Governo (28 000 cartelle), ovvero tutti quei documenti provenienti dalle magistrature milanesi operanti dal governo spagnolo (1535-1714) fino a quelle austriache del Regno Lombardo-Veneto. Tale fondo fu creato e organizzato da Luca Peroni (1745-1832), direttore degli archivi nel triennio 1796-1799 e poi dal 1818 al 1832. Il Peroni, mosso dalla razionalizzazione illuminista avviata con l'Enciclopedia e dalla classificazione del mondo animale e vegetale per opera di Carlo Linneo, procedette allo smembramento degli archivi originari per poi selezionare o scartare le suddette carte e infine riaggregarle in base alla materia. Anche se questo comportava inevitabilmente la rottura del vincolo archivistico, il sistema peroniano fu introdotto come un atto di natura amministrativa: l'adozione di un unico criterio di organizzazione per materia avrebbe permesso il ritrovamento degli atti in modo veloce ed efficiente. Continuato da Luigi Osio e in parte da Cesare Cantù, questo tipo di riorganizzazione del materiale archivistico fu avversato dal direttore Luigi Fumi agli inizi del XX secolo e poi completamente abbandonato.

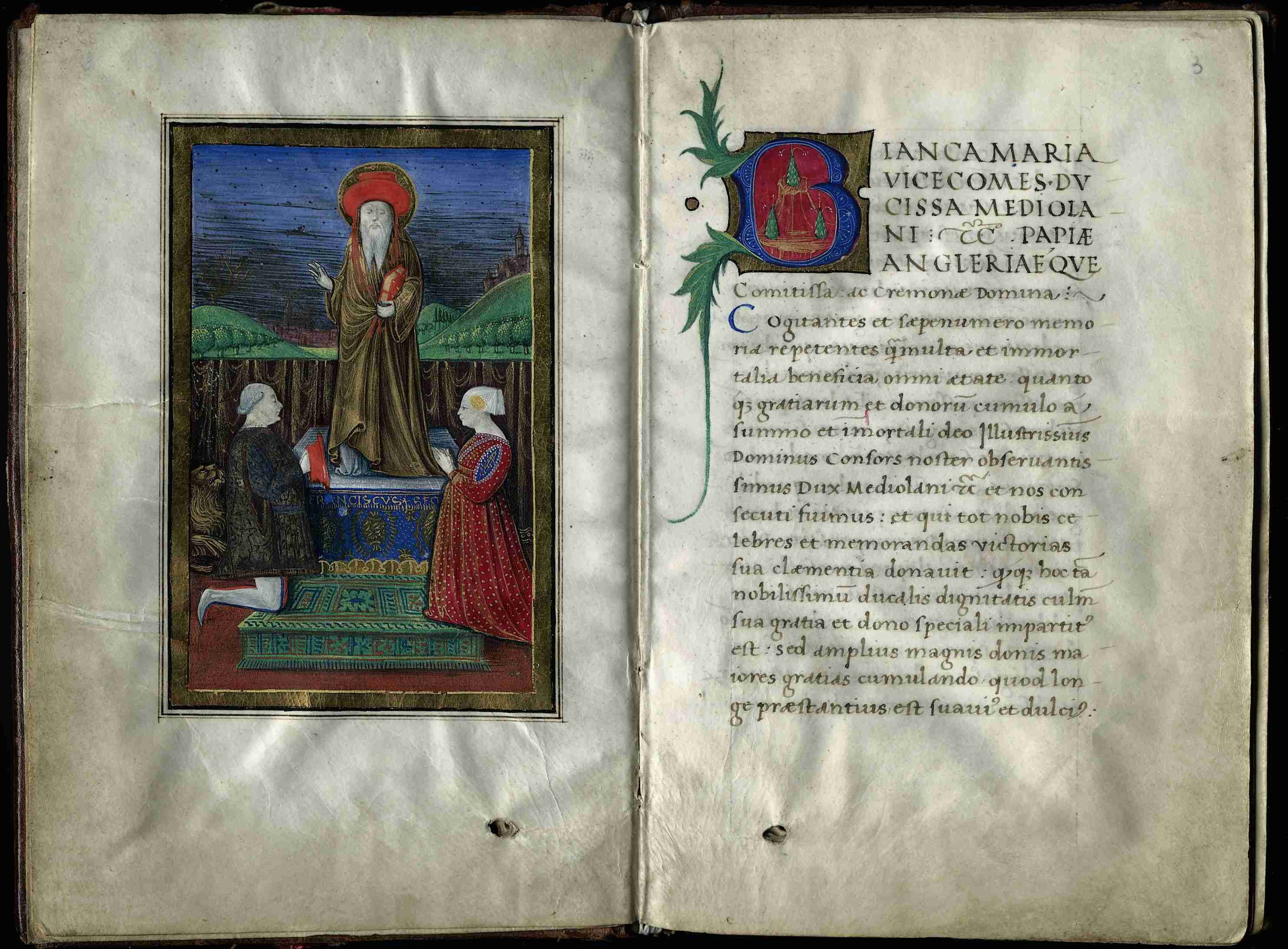
ASMi, Fondo Miniature e Cimeli, cart. 5, fasc. 5 detto Codicetto di Lodi, codice membranaceo miniato redatto in scrittura umanistica, 15 ottobre 1462 (riportante anche atti che vanno dal 25 novembre 1477 all'11 febbraio 1508) (lingua latina)

##### L'archivio ducale visconteo-sforzesco e quello spagnolo-austriaco
Frutto della ricostruzione archivistica operata da Luigi Fumi e da Giovanni Vittani è stata la reinventariazione degli antichi carteggi relativi alla dinastia viscontea prima e sforzesca poi, e del Ducato di Milano sotto gli spagnoli e gli austriaci. A loro volta, tali archivi si suddividono in serie che delineano meglio il materiale ivi contenuto. Nel caso dell'archivio visconteo-sforzesco, si hanno il Carteggio Visconteo-Sforzesco e i Registri d'età sforzesca; nel caso degli archivi ispanici e austriaci si hanno invece i Dispacci sovrani, il Carteggio e i Registri delle Cancellerie dello Stato.

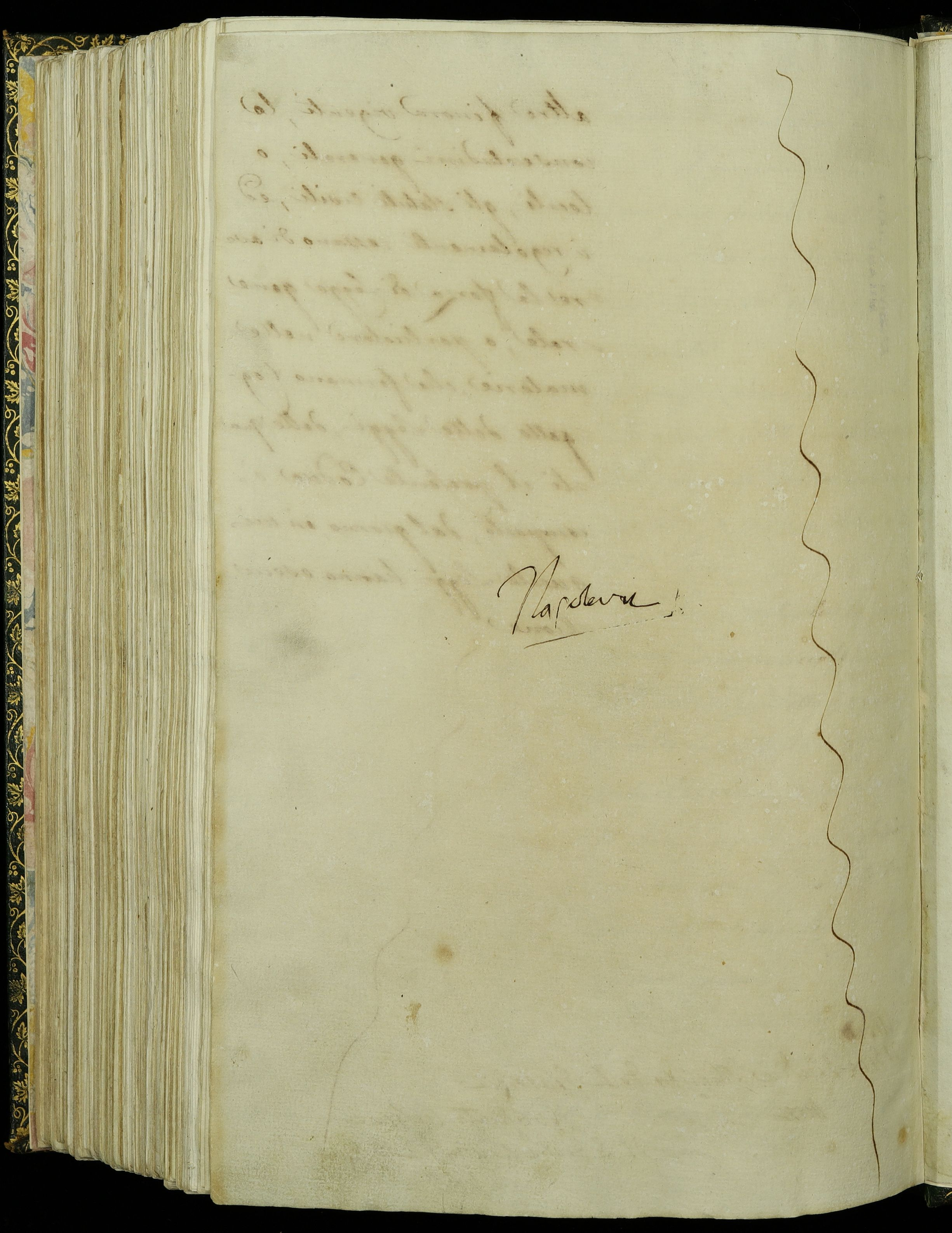
ASMi, Fondo Miniature e Cimeli, cartella 6, pezzo n°1, autografo di Napoleone alla fine del volume manoscritto in carta riportante l'edizione in lingua italiana del Codice Civile Napoleonico datato 16 gennaio 1806, Monaco di Baviera

##### Archivio napoleonico
Con questa denominazione si intendono gli archivi nati e prodotti a seguito dei mutamenti politico-istituzionali avvenuti dopo la ristrutturazione geopolitica dell'Italia centro-settentrionale da parte dei rivoluzionari francesi prima, e di Napoleone Bonaparte poi. Si è accennato, nella parte storica, al cambiamento delle denominazioni degli archivi istituiti dagli austriaci (da Archivio generale ad Archivio nazionale), alla creazione degli archivi degli organi centrali dello Stato, quale l'archivio militare situato nell'ex Collegio Elvetico (1802) e l'archivio del Ministero degli Esteri, comprendente materiale che va dal 1793 al 1814 e diviso nell'Archivio Marescalchi e in quello Testi. Nei cambiamenti costituzionali (da Repubblica Italiana nel 1802 a Regno d'Italia nel 1805), gli archivi d'età repubblicana confluirono in quelli d'età regia. Buona parte degli archivi d'età napoleonica (il Fondo della Vicepresidenza Melzi e il Fondo Segreteria di Stato) furono poi consegnati agli austriaci e soltanto nel 1919-1920, su interesse del governo italiano, furono resi nuovamente all'Archivio di Stato di Milano.

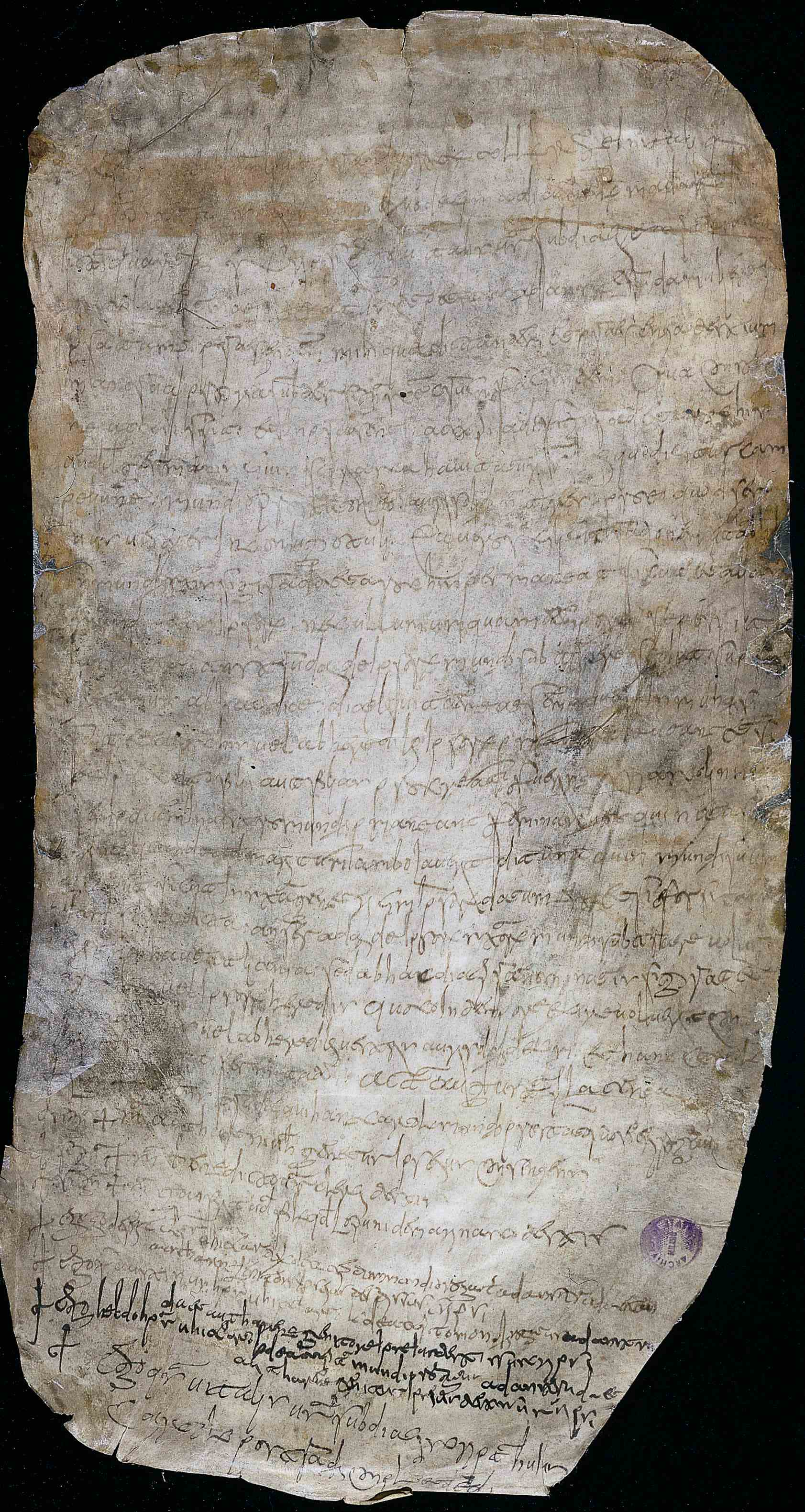
ASMi, Museo Diplomatico, Cartola de Accepto Mundio, cart. 1, fasc. 3. Atto notarile d'epoca longobarda in corsiva nuova datato 12 maggio 721 riguardo al "pagamento del mundio per il matrimonio di Anstruda con un servo".

##### Archivi della Restaurazione
Con il ritorno degli austriaci dopo l'epopea napoleonica e l'instaurazione del Regno Lombardo-Veneto con sovrano l'imperatore d'Austria Francesco I, si aprono i cosiddetti archivi della restaurazione, tra i quali spiccano le documentazioni relative al governo del territorio, in mano ai due governatori residenti a Milano e a Venezia (Presidenza di Governo, Cancellerie austriache); all'attività del viceré Ranieri in rappresentanza del re e imperatore Francesco (Cancelleria del Viceré) e, dopo i moti del 1848, a quelle del governo civile e militare del generale Radetzky, raccolte nel Fondo Governatore generale civile e militare del Regno Lombardo-Veneto. Di interesse rilevante sono le carte raggruppate nel fondo Processi politici, volti a colpire i carbonari, i membri della Giovine Italia d'ispirazione mazziniana e i patrioti in generale.

##### Archivio Diplomatico
L'archivio diplomatico ebbe una storia a sé, sia nella formazione che nella gestione. Nato nel 1807 per volontà di Luigi Bossi e con l'aiuto di Michele Daverio, l'archivio diplomatico era costituito dalle unità documentarie più antiche del Fondo di Religione (tra cui la Cartola de accepto mundio) ed era «basato sulla materia scrittoria usata per i documenti, separando perciò le pergamene dalla parte cartacea degli archivi confluiti nel Fondo di Religione». Soltanto con la direzione di Luigi Osio, l'archivio diplomatico perse la propria autonomia passando sotto la direzione dell'archivio di San Fedele. Al momento tale archivio non esiste più in quanto tale, però vi afferiscono ancora i fondi: Museo Diplomatico, Diplomi e Dispacci sovrani, Bolle brevi e Pergamene per fondi.

##### Sezione storica
Creata da Luigi Osio durante il suo ventennale mandato, la sezione storica è una miscellanea di documenti estrapolati da altri archivi e fondi (archivio visconteo-sforzesco, diplomatico e quello delle Cancellerie spagnole e austriache) volta a soddisfare uno spirito di collezionismo vigente all'epoca. Di questa sezione storica fanno parte i fondi Autografi, Sigilli, Comuni, Famiglie, Cimeli e Statuti. L'operazione dell'Osio fu bloccata e in parte riparata dai suoi successori ma, nonostante ciò, la sezione storica è ancora esistente.

##### Il Fondo di religione
Il Fondo di religione, magistratura austriaca istituita da Giuseppe II in seguito alle soppressioni dei conventi e monasteri da lui operata, incaricata di gestire anche gli archivi di tali enti soppressi, continuò il suo operato anche in età napoleonica con diversi nomi. Organizzato anche questo archivio per materia, Luigi Fumi e i suoi immediati successori tentarono di riportare in vigore l'antica struttura, ma la guerra e la mole che andava a costituire tale fondo non permisero l'adempimento di tale volontà. Attualmente, il Fondo di religione è diviso in due fondi: l'Amministrazione del Fondo di religione (2650 cartelle) e l'Archivio generale del Fondo di religione (6 512 cartelle), con unità documentarie che spaziano dal IX al XVIII secolo.

#### Post unitario
La seconda partizione raggruppa fondi e archivi delle magistrature periferiche dello Stato post unitario (tra cui l'Archivio giudiziario, la Prefettura, le Carceri, i Tribunali, ecc.). Tra di essi i Fondi dei distretti militari conservano per gli anni leva 1843-1925 rubriche, ruoli e fogli matricolari dei distretti di Milano, Lodi e Monza versati negli Archivi di Stato dopo un periodo di 70 anni dopo la classe di leva a cui si riferiscono.

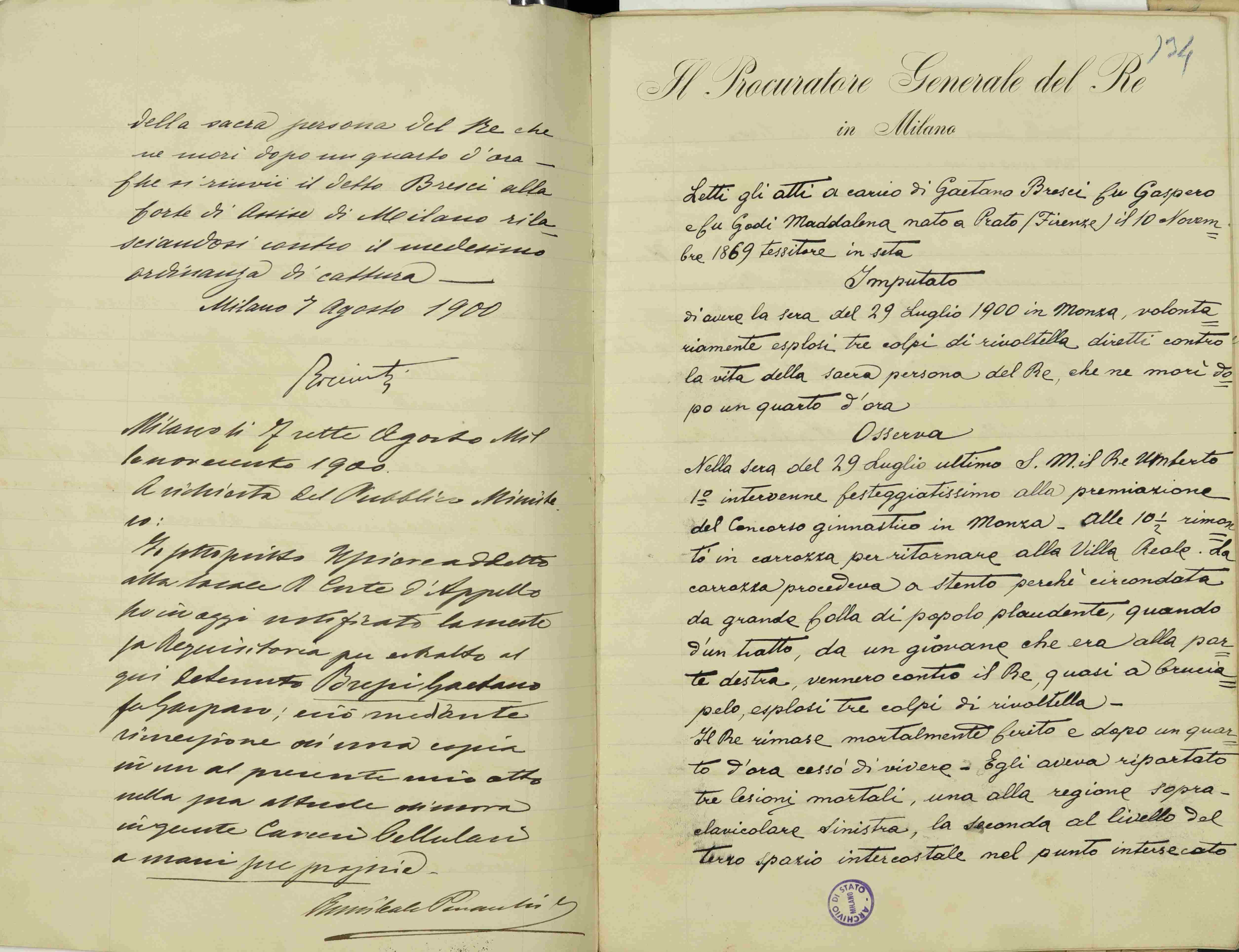
ASMi, Corte di Assise di Prima Istanza - Circolo di Milano, Procedimento Penale contro Gaetano Bresci, b. 2, fasc. 121, aa. 1900-1901, foglio 134

#### Archivi diversi
Ciò che non rientra nelle partizioni cronologiche prima citate, viene raggruppato nella partizione archivi diversi. Tra i più importanti ricordiamo:
- L'archivio notarile, chiamato Archivio pubblico quando fu aperto per volontà di Maria Teresa d'Austria nel 1765, conservava gli atti dei notai defunti - disposti in ordine cronologico[75] - nel Ducato di Milano[76]. L'archivio, che aveva sede nel Broletto nuovo, fu amministrato da un Prefetto d'Archivio ed ebbe vita propria fino al 1944, quando il patrimonio fu versato all'Archivio di Stato di Milano. In base all'articolo 11 della legge n. 2006 del 22 dicembre del 1939, gli atti notarili, conservati alla fine dell'attività di un determinato notaio, a partire dal 1º gennaio 1800 devono essere versati all'Archivio di Stato[77]. Ciò ha comportato un notevole accrescimento del materiale conservato nel corso degli anni a venire. Infatti, la legge n. 629 del 17 maggio 1952 ha previsto che gli archivi notarili distrettuali, dopo aver conservato per cent'anni l'archivio notarile di un determinato notaio a partire dalla fine della sua prestazione, debbano versare tale archivio agli Archivi di Stato[78]. A Milano si conservano documenti dei notai a partire dal XIII secolo e in totale le cartelle, nel 2010, erano 64 166[78], tenendo conto che questo fondo, come quello catastale e provenienti da magistrature attive, continua ad arricchirsi di nuova documentazione.

ASMi, Fondo Miscellanea Mappe e Disegni (MMD), Arrotolate 27, 1527, "Controversia confinaria presso Casalmaggiore per isole alluvionali sul Po e per il ghiaccio formato dalle acque del fiume"

- Il fondo catasto raccoglie una documentazione che inizia nel XVIII secolo: si passa dai primi censimenti catastali operati da Carlo VI nel 1718 e completati dalla figlia Maria Teresa nel 1760 (per questo denominato catasto teresiano)[79] a quelli realizzati tra il 1839 e il 1843 sui territori del Lombardo-Veneto (catasto Lombardo-Veneto[80]) che non furono censiti un secolo prima[81]. Sempre a cavallo tra la prima e la seconda metà del XIX secolo fu operato «il ricensimento delle province lombarde di censo teresiano ordinato nel 1854 e attivato a varie date successive all'unità fino al 1888»[80]. Oltre al fondo catasto, sono presenti anche i registri catastali, che hanno integrato la documentazione sul lavoro degli agrimensori nella divisione del territorio, e le mappe catastali[82].

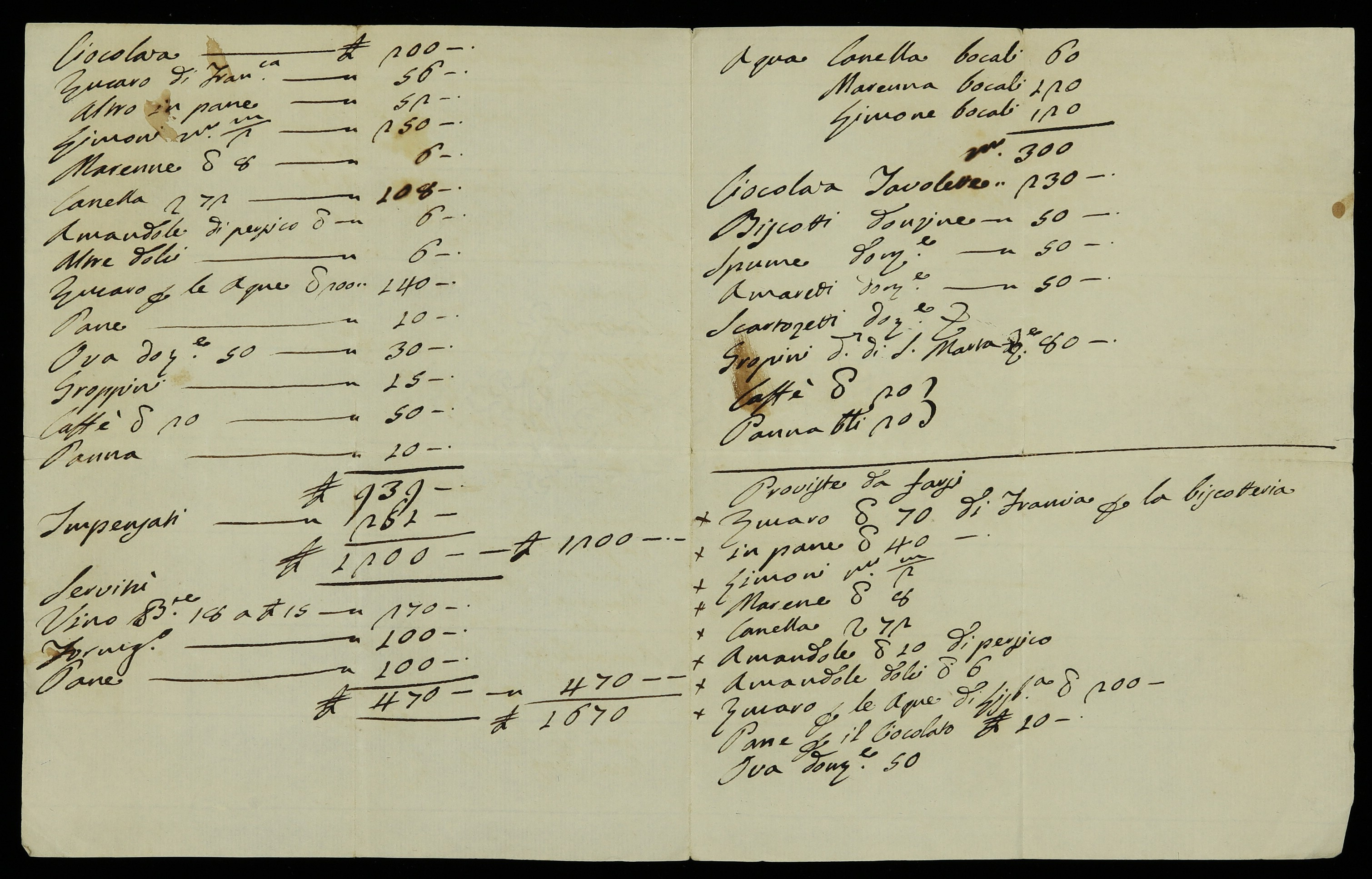
ASMi, Fondo Sormani Giussani Andreani Verri, b. 54 fasc. 1. Il verso del documento riporta la provvista di cibarie e alimenti vari per il banchetto che avvenne il 13 marzo 1784 a Moncucco di Brugherio, nella villa del conte Gian Mario Andreani, per celebrare l'ascesa in mongolfiera del fratello Paolo, la prima avvenuta su suolo italiano.

- I fondi di provenienza privata: oltre ai soggetti produttori istituzionali, vi sono anche quelli privati (famiglie, singoli), i quali giunsero nell'Archivio di Stato di Milano per cessione, donazione e comodato o tramite l'acquisto da parte dello Stato. Nel caso delle famiglie, da ricordare fu la donazione (23 dicembre 1980) da parte della contessa Luisa Sormani Andreani Verri del patrimonio archivistico familiare (Fondo Sormani Giussani Andreani Verri) che, nel corso di due secoli, si formò venendovi a confluire gli archivi di alcune delle più importanti famiglie patrizie milanesi[83]. Nel 1997, sempre per quanto riguarda gli archivi famigliari, è confluito nell'Archivio di Stato di Milano, per cessione, il Fondo Taverna, che conserva non solo documenti relativi al patrimonio familiare, ma anche alle cariche di governo che la famiglia riuscì ad accedere nel corso dell'età moderna[84]. Per quanto riguarda invece gli archivi personali, l'Archivio di Stato di Milano conserva parte dell'archivio del direttore d'orchestra Arturo Toscanini[85] e del compositore Ottorino Respighi[86]. Tra i fondi privati si ricorda anche Il fondo Piccoli Acquisti, Doni, Depositi, Rivendicazioni (PADDR) il quale, come si deduce dal nome comprende documenti che spaziano in un arco cronologico che va dal XII al XX secolo, che hanno per oggetto diversi argomenti e che si è costituito attraverso donazioni o vendite all'Archivio di Stato. Di questo fondo fanno parte la Collezione Clerici, il Dono Cantù, lettere autografe di Ludovico il Moro, di Carlo V e di Alessandro Volta, il Dono de Herra (nobile famiglia milanese), la Casa d'Aste Christies contenente trentotto atti autografi dei governatori spagnoli e austriaci e infine alcuni documenti riguardanti l'amministrazione del Lombardo-Veneto[87].
- Archivi di provenienza pubblica in deposito: attualmente nell'Archivio di Stato di Milano sono depositati degli archivi di provenienza pubblica. Tra i più importanti ricordiamo l'archivio del Consiglio degli Orfanotrofi e del Pio Albergo Trivulzio, la cui parte più antica (quella anteriore al 1825) fu depositata in Archivio di Stato nel 1977-78[88] e quello delle Residenze Reali lombarde, depositato nel 2007 che custodisce, tra gli altri, l'Archivio della Villa Reale di Monza[89].

## La Scuola di Archivistica, Paleografia e Diplomatica di Milano

### Dal 1842 al 1874
(Guida 1853, p. 203)

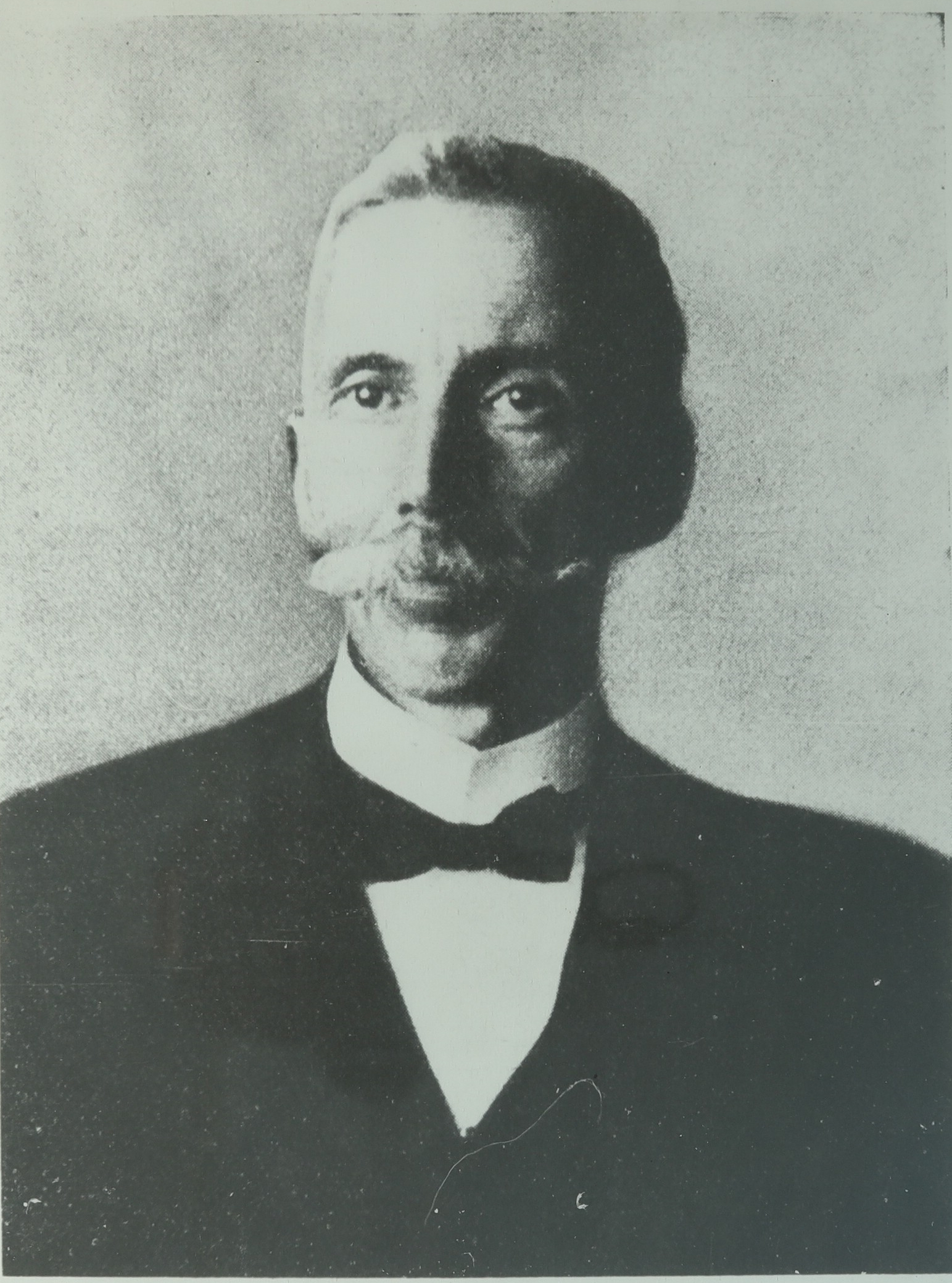
Giovanni Vittani, insigne archivista, direttore della Scuola di Archivistica, Paleografia e Diplomatica di Milano sotto il mandato di Luigi Fumi (nonché suo successore alla direzione dell'ASMi) e autore delle Prolusioni della Scuola medesima

La scuola di Archivistica, Paleografia e Diplomatica (APD) è una delle diciassette scuole presenti in Italia volte alla formazione dei futuri specialisti nelle suddette materie. Per quanto riguarda il caso milanese, essa fu fondata col nome Scuola di istituzioni diplomatico-paleografiche nel 1842 per volere del direttore Giuseppe Viglezzi e fu affidata alle cure di Giuseppe Cossa e Luigi Ferrario, il primo dipendente dell'Archivio Diplomatico. Le lezioni, che si tenevano nel 1847 presso la sede dell'Archivio Diplomatico in Piazza de' Mercanti al civico 3091, nel 1853 furono trasferite in un'aula della Imperial-Regia direzione generale degli archivi governativi, che aveva sede in Contrada della Sala al civico 956. La scuola continuò la sua attività (anche se dovette essere finanziata dal Regio Erario «per l'acquisto di opportune opere scientifiche») presso questa sede fino al 1859, quando fu accorpata all'Accademia scientifico-letteraria con la legge 23 novembre 1859: unico docente risultava, in quest'istituzione, Giuseppe Cossa, attivo peraltro fino al 1863. Damiano Muoni, archivista presso la Direzione generale degli archivi, sottolinea che l'attività scolastica terminò proprio dal luglio del 1863 (ovvero quando il Cossa lasciò l'incarico) fino al novembre del 1871, quando fu ripristinata dal direttore Luigi Osio. Per brevissimo tempo la scuola fu affidata all'ex assistente di Cossa, Luigi Ferrario, ma costui morì «pochi giorni dopo il suo discorso di prolusione», motivo per cui Osio affidò la cattedra a Pietro Ghinzoni (assistito da Giuseppe Porro, poi suo successore) a partire dal 1872. Comunque, nella legislazione del nuovo Stato unitario, la scuola fu istituita ufficialmente nel 1874 col decreto regio 26 marzo 1861 e le lezioni si svolgevano in quattro ore alla settimana («nei giorni di lunedì e giovedì non festivi») ed erano accompagnate da esercitazioni paleografiche, diplomatiche e archivistiche.

### La Scuola sotto il Regno d'Italia e la Repubblica

#### Da Cantù a Vittani

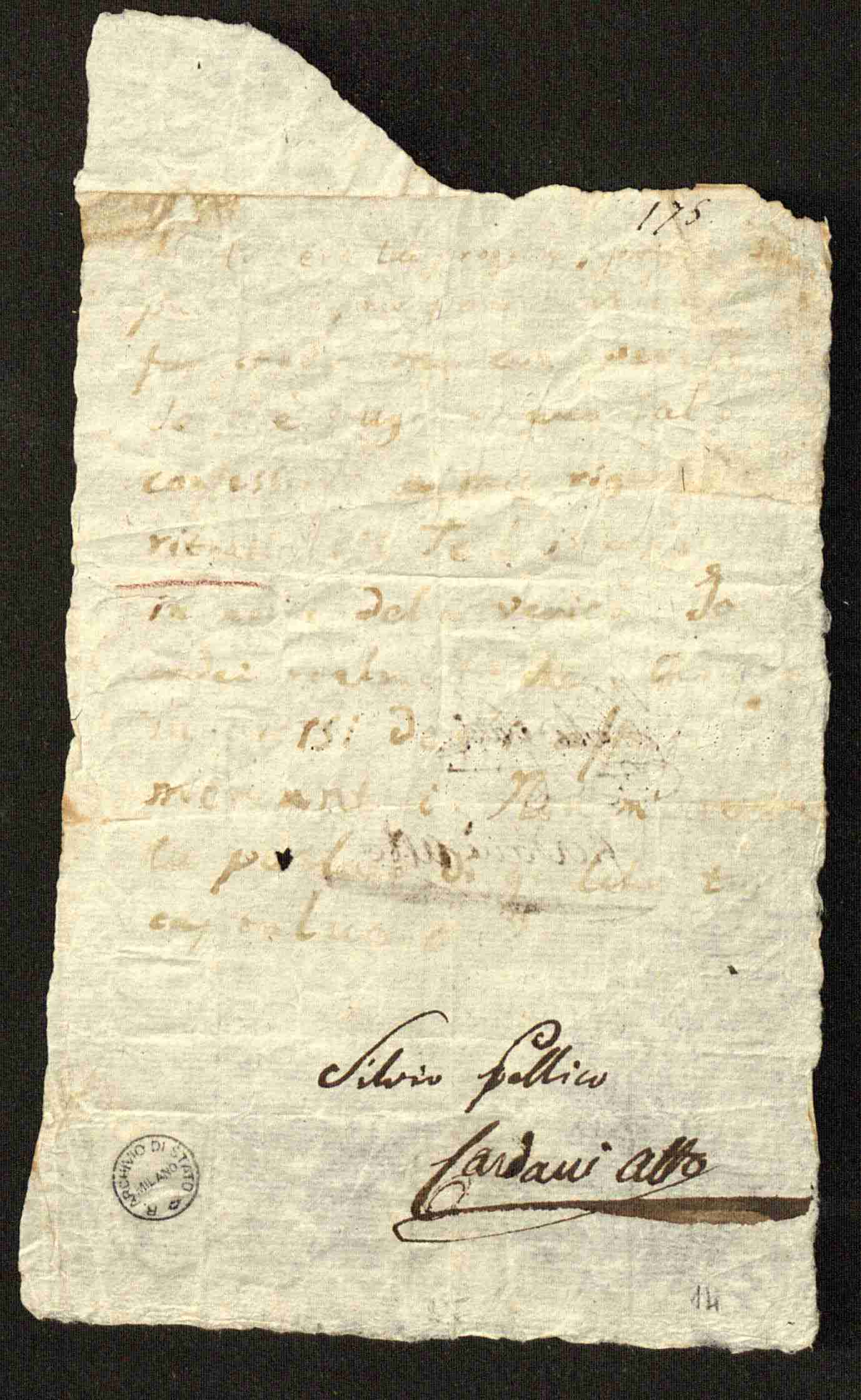
ASMi, Fondo Miniature e Cimeli, cartella 3, n° 14, cartaceo, "Biglietto scritto col proprio sangue da Silvio Pellico, e allegato al rapporto del custode agli arresti Angelo Calvi", Milano 17 ottobre 1820

Negli anni seguenti il 1874 la Scuola di paleografia e diplomatica, che dal 1879 cambiò il nome diventando Scuola di paleografia e archivistica e che nel 1883 fu definitivamente trasferita da San Fedele al Palazzo del Senato, fu diretta successivamente da Pietro Ghinzoni (1872-1874) e da Giuseppe Porro (1874-1895) secondo una metodologia empirica («eminentemente pratica», secondo le parole di Cesare Cantù) ma slegata dalle novità scientifiche di queste due scienze che si stavano diffondendo all'epoca in Europa. Per questo motivo il successore di Cantù, il conte Ippolito Malaguzzi Valeri (1899-1905) insistette per un rinnovamento del curriculum studiorum, ma la prematura morte non gli diede il tempo per effettuare questi cambiamenti.
Nel XX secolo, un ruolo importante per la scuola lo ebbero i due successori del Malaguzzi Valeri, ovvero Luigi Fumi prima e Giovanni Vittani poi i quali, attraverso la fondazione dell'Annuario e la modernizzazione/internazionalizzazione del curriculum studiorum, permisero alla «scuola milanese dal 1908 al 1935 [di essere] considerata di livello universitario, un caso eccezionale tra le scuole d'archivio italiane». Giovanni Vittani, assistito in questo dall'archivista Giuseppe Bonelli e da Cesare Manaresi, introdusse i principi della scienza archivistica formulati a fine Ottocento dagli olandesi Muller, Fait e Fruin, il cui manuale fu stampato per la prima volta in Italia a Torino nel 1908. Famose erano le Prolusioni che il Vittani faceva all'inizio dell'anno accademico non solo alla scuola, ma anche all'élite culturale milanese e che venivano inserite poi nell'Annuario promosso da Fumi. Sotto il mandato di Vittani, la scuola (che all'epoca aveva la denominazione di Scuola di Paleografia, Diplomatica e Dottrina Archivistica) fu diretta da Cesare Manaresi.

#### L'insegnamento di Natale e gli ultimi decenni
Quando Manaresi nel 1938 si ritirò dal servizio di funzionario presso l'ASMi per accettare l'insegnamento di paleografia e diplomatica presso l'Università degli Studi di Milano, il futuro direttore Alfio Rosario Natale fu prima assistente nella Scuola per poi diventare, dal 1947, prima titolare della cattedra di paleografia e infine, dal 1949, anche di quelle di archivistica e di diplomatica. Anni dopo, quando Natale, ormai direttore, pubblicò l'edizione archivistica, paleografica e diplomatica del Museo Diplomatico sul modello tedesco della Società Monumenta Germaniae Historica (1970), il direttore intendeva che tale «metodo doveva essere trasmesso agli allievi», indicando quindi una modernizzazione degli studi della Scuola per avvicinarli alla sensibilità europea.
Dagli anni ottanta a oggi, allo studio delle tre materie tradizionali si affiancarono anche quella delle legislazione dei beni culturali (che trovò la sua definitiva canonizzazione con il ministro Urbani e la relativa legge del 2004, poi confluita nel Codice dei beni culturali e del paesaggio) e, con lo sviluppo delle tecnologie informatiche, quella dell'archivistica informatica, scienza nata a metà del decennio e che cominciò a diffondersi in Italia tramite il Convegno «Informatica e Archivi», tenutosi a Torino nel 1985; e la rivista Archivi & computer.

## I direttori
| Direttore                  | Mandato    | Mandato    | Note |
| Direttore                  | Dal        | Al         | Note |
| -------------------------- | ---------- | ---------- | --- |
| Ilario Corte               | 1781       | 1786       | Tradizionalmente considerato il primo "direttore dell'Archivio di Stato di Milano", applicatore del metodo per materia. |
| Bartolomeo Sambrunico      | 1786       | 1796       | Già direttore dell'Archivio Camerale di Mantova. |
| Luca Peroni                | 1796       | 1799       | Estremizzò il metodo di Corte dando origine a quello che porterà il suo nome. |
| Bartolomeo Sambrunico      | 1799       | 1800       | |
| Luigi Bossi Visconti       | 1800       | 1814       | Prefetto generale degli Archivi del Regno, fondatore del Museo Diplomatico insieme a Michele Daverio. |
| Bartolomeo Sambrunico      | 1814       | 1818       | |
| Luca Peroni                | 1818       | 1832       | |
| Giuseppe Viglezzi          | 1832       | 1851       | Fondatore della Scuola di istituzioni diplomatico paleografiche. |
| Luigi Osio                 | 1851       | 1873       | Trasportò i vari archivi sparsi per Milano nel Palazzo del Senato, ponendo l'Archivio nella sua attuale sede. |
| Cesare Cantù               | 1873       | 1895       | Letterato insigne, fondatore della rivista «Archivio Storico Lombardo», fu il primo a fregiarsi del titolo di Direttore dell'Archivio di Stato di Milano (dal 1875).                                                                  |
| Ippolito Malaguzzi Valeri  | 1899       | 1905       | Già fondatore dell'Archivio di Stato di Reggio Emilia, fu chiamato a Milano per sistemare i fondi lasciati in disordine dal Cantù. |
| Guido Colombo              | 02/02/1905 | 16/06/1907 | (reggente) |
| Luigi Fumi                 | 17/06/1907 | 01/06/1920 | Raccolse la volontà di Malaguzzi Valeri di introdurre il metodo storico degli archivisti olandesi a Milano. Portò a livello nazionale l'ASMi grazie alla collaborazione di Giovanni Vittani e pubblicando negli anni 1910 l'Annuario. |
| Giovanni Vittani           | 1920       | 1938       | Già coordinatore della Scuola APD milanese, fu valido continuatore dell'opera del Fumi. Traduttore, con Giuseppe Bonelli, del Manuale degli archivisti olandesi (1908).                                                               |
| Guido Manganelli           | 1938       | 1956       | Direttore dell'Archivio durante la seconda guerra mondiale. Denunciò le perdite subite durante il conflitto e fu il promotore dell'opera di ricostruzione dell'Archivio.                                                              |
| Alfio Rosario Natale       | 14/04/1956 | 01/06/1974 | Insigne paleografo e diplomatista, Natale risollevò le sorti dell'ASMi dopo la parentesi bellica patrocinando gli studi e la valorizzazione dell'Istituto a livello nazionale e internazionale.                                       |
| Leonardo Mazzoldi          | 1975       | 1976       | |
| Carlo Paganini             | 1976       | 1987       | |
| Gabriella Cagliari Poli    | 1987       | 1997       | |
| Maria Barbara Bertini      | 01/12/1997 | 19/04/2012 | 20/04/2012 - 24/08/2012 (ad interim) |
| Paola Caroli               | 20/04/2012 | 08/03/2015 | |
| Daniela Ferrari            | 09/03/2015 | 14/11/2015 | |
| Maurizio Savoja            | 16/11/2015 | 15/02/2016 | (ad interim) |
| Benedetto Luigi Compagnoni | 16/02/2016 | 14/10/2018 | Primo mandato. |
| Annalisa Rossi             | 15/10/2018 | 14/04/2019 | (ad interim) Ha rivestito contemporaneamente il ruolo di direttrice della Soprintendenza archivistica e bibliografica della Lombardia dal 1/6/2018.                                                                                   |
| Benedetto Luigi Compagnoni | 15/04/2019 | 1/5/2023   | Secondo mandato. |
| Annalisa Rossi             | 1/5/2023   | 21/5/2024  | |
| Stefano Leardi             | 21/5/2024  | attuale    | |

### Esplicative
1. ↑  Cassetti, p. 50 ricorda, tra le varie cose, la mancanza di sensibilità archivistica da parte del Cantù, che ordinò di eliminare da molti fondi i documenti anteriori al 1650, suscitando un'inchiesta da parte del Ministero degli Interni.
2. ↑  La parte relativa al Senato, che constava di 2 000 pezzi, fu gravemente danneggiata, tanto che oggi giorno sopravvivono soltanto 699 cartelle del fondo Fidecommessi. Cfr. Monti, p. 114, n. 315.
3. ↑  Sandulli, p. 8 ricorda che il Ministero per i beni culturali e per l'ambiente fu istituito con il decreto legge 14 dicembre 1974. Il Ministero dell'interno, che fino a quel momento aveva avuto la giurisdizione degli Archivi di Stato, continuò tuttavia ad avere voce in capitolo «in materia di documenti archivistici non ammessi alla libera consultabilità» (d.P.R. 30 dicembre 1975, n. 854).
4. ↑  Nella sezione archivi di Milano e il suo territorio, vol. 2, 1844, gli autori riportano la vicenda di questo pittore muto:

«Una singolarità è il testamento d'un muto nel 1624, Luca Riva, della parrocchia di San Vito al Pasquirolo, ammogliato di trentatrè anni, pittore della scuola del Procaccini, volea disporre degli averi suoi in beneficenze; ma se sapeva disegnare, far il proprio nome, scriver anche qualche motto, e conoscer il valore delle cifre numeriche, non era però capace di vergare da sé un testamento...noi diremo che il senato autoritizzò il notaro Calchi a raccorne la volontà, presenti un giudice, un canonico, tre interpreti, sette testimonii e due protonotari [...]»
(Litta Modigliani-Bassi-Re, p. 197)
5. ↑  Santoro, 2011, p. 7.
6. ↑  Corrispondenza milanese - 15 luglio 1873, p. 594: 
«Nell'Archivio di Stato in Milano diretto dallo stesso Cantù si chiuse in questo mese il corso di Paleografia e diplomatica e si fecero gli esami dai frequentatori di detta scuola. Il sig. Cantù ha trovato che l'indole di tale istituzione fu eminentemente pratica essendo la scuola destinata a formare non degli eruditi ma degli archivisti e perciò non insistette molto negli esami sulla parte teorica.»
7. ↑  Il Cantù morì nel 1895, e non nel 1899. Cfr. Marino Berengo, Cesare Cantù, in Dizionario biografico degli italiani, vol. 18, Roma, Istituto dell'Enciclopedia Italiana, 1975. URL consultato il 3 aprile 2018. Il periodo di sede vacante, durato ben quattro anni tra il 1895 e il 1899, fu dovuto al tentativo, da parte del Consiglio Superiore per gli Archivi, di trovare una personalità prima che fosse interna all'organico di detto archivio (seduta del 27 giugno 1896; seduta dell'8 luglio 1897); secondo, che fosse in grado di riordinare con abilità i vari fondi archivistici lasciati in disordine dal Cantù (seduta 20 e 21 marzo 1898). Cfr. Atti delle sedute tra 1896 e 1898.
8. ↑  Guido Colombo fu reggente per l'ASMi in seguito alla morte di Malaguzzi Valeri (così nella seduta 11 marzo 1905 della Giunta per il Consiglio degli Archivi) per «ben due anni e mezzo» (Vittani, p. 68), ovvero dal 2 febbraio 1905 (cioè il giorno successivo alla morte di Malaguzzi Valeri) fino al 16 giugno 1907, quando fu nominato direttore Luigi Fumi.

### Bibliografiche
1. 1 2 3 4  Liva, 2014, p. 284.
2. 1 2 3  Natale, p. 897.
3. ↑  Cagliari Poli, p. 11 §1.
4. ↑  Modigliani-Bassi-Re, pp. 189-190.
5. ↑  Natale, p. 924.
6. ↑  Cagliari Poli, p. 11 §2.
7. 1 2 3 4 5  Archivio di Stato di Milano, p. 237.
8. ↑  Cfr. nota nella sezione "Direttori" perché l'aggiunta del cognome Visconti, sulla base di quanto ricercato da Vittorio Spreti.
9. ↑  Cagliari Poli, p. 12 §2; Brunoni.
10. 1 2 3 4  Guida di Milano, p. 136.
11. ↑  Litta Modigliani-Bassi-Re, p. 191.
12. 1 2 3 4  Litta Modigliani-Bassi-Re, p. 192.
13. 1 2  Bertini-Valori, p. 14.
14. ↑  Liva, 2014, p. 281.
15. ↑  Cagliari Poli, p. 14.
16. ↑  Liva.
17. ↑  Cagliari Poli, p. 13 §1.
18. ↑  San Carlo e il suo tempo, pp. 701-702.
19. ↑  Liva; Paganini, p. 140; p. 146.
20. ↑  Archivio di Stato di Milano, p. 237; Cagliari Poli, p. 13 §2; Brunoni.
21. ↑  Sandulli, p. 398.
22. ↑  Cagliari Poli, p. 13 §2.
23. ↑  Santoro, 2011, p. 4; Società Storica Lombarda - Storia.
24. ↑  Raponi, pp. 316-321.
25. ↑  Raponi, p. 323.
26. ↑  Lanzini, pp. 243-244.
27. ↑  Lanzini, pp. 247-248.
28. ↑  Archivio di Stato di Milano, p. 237. Il 13 agosto fu bombardato il Palazzo del Senato. Più precisamente, Lanzini, pp. 249-250 rimarca che il Palazzo del Senato fu attaccato nella notte tra il 12 e il 13 agosto, mentre il chiostro di Sant'Eustorgio fu bombardato sempre di notte tra il 15 e il 16 agosto.
29. ↑  Lanzini, pp. 249-250.
30. 1 2 3  Santoro, Patrimonio.
31. ↑  Si veda, nel dettaglio, quanto esposta in Della Torre, pp. 201-206.
32. ↑  Santoro, Sede.
33. ↑  Si veda la nota biografica e bibliografica su Natale curata da Piano, pp. 323-334.
34. ↑  Petrilli, p. 110.
35. ↑  Petrilli, p. 112.
36. ↑  Muoni, p. 48.
37. ↑  Petrilli, p. 115.
38. ↑  Ghinzoni, p. 655.
39. ↑  Petrilli, pp. 116-120.
40. ↑  Petrilli, pp. 122-127.
41. ↑  Petrilli, p. 127.
42. ↑  Bertini-Valori, p. 85.
43. 1 2  Petrilli, p. 128.
44. ↑  Petrilli, p. 129.
45. ↑  Biblioteca.
46. ↑  Atlante dei catasti storici; cfr. l'articolo di Signori, pp. 243-254 dedicato proprio al processo di digitalizzazione delle mappe catastali.
47. ↑  Per approfondire, cfr. Origine ed evoluzione della legislazione dei beni culturali in Italia
48. ↑  Mostre.
49. ↑  Documenti del mese.
50. ↑  Visite guidate.
51. ↑  Annuario.
52. ↑  Terreni, p. 255.
53. ↑  Terreni, 2015, p. 261.
54. ↑  Terreni, 2015, p. 262.
55. ↑  Si veda l'elenco riportato sul SIAS e sul sito dell'Archivio di Stato di Milano, cliccando qui in base all'ordine alfabetico dei vari archivi e fondi.
56. ↑  Sistema Guida generale degli Archivi di Stato italiani.
57. ↑  Bertini-Valori, p. 17; Cagliari Poli, p. 16 §2; Natale, p. 913.
58. ↑  Cagliari Poli, p. 18 §1.
59. ↑  Bertini-Valori, p. 17.
60. ↑  Bertini-Valori, p. 17: 
«Alla base del sistema sta la convinzione che la materia sia il denominatore più opportuno e più utile per l'ordinamento degli archivi, anche ai fini della ricerca.»
61. ↑  Cagliari Poli, p. 17 §1.
62. 1 2  Natale, p. 900.
63. ↑  Bertini-Valori, p. 23.
64. ↑  Bertini-Valori, p. 24.
65. ↑  Auciello, p. 104 §1.
66. ↑  Auciello, p. 105 §1.
67. ↑  Auciello, p. 103 § 2; p. 105 § 2.
68. 1 2  Bertini-Valeri, p. 55.
69. ↑  Bertini-Valeri, p. 56.
70. ↑  Bortolotti, p. 41 §2.
71. ↑  Bortolotti, p. 44.
72. ↑  Natale, pp. 912-913 aggiunge questi fondi come ulteriori all'Archivio Diplomatico.
73. ↑  Bertini-Valeri, pp. 31-32.
74. ↑  Osimo, pp. 89-90; Bertini-Valeri, pp. 33-39.
75. ↑  Natale, p. 950.
76. ↑  Bertini-Valeri, p. 59.
77. ↑  Calasso, p. 1012.
78. 1 2  Santoro, Notarile.
79. ↑  Savoja, p. 109 §1.
80. 1 2  Natale, p. 953.
81. ↑  Savoja, p. 110 §2.
82. ↑  Savoja, pp. 112-113.
83. ↑  Stocchi-Gamba.
84. ↑  Gamba.
85. ↑  Carlone.
86. ↑  Carlone, 2010.
87. ↑  Bertini-Valeri, pp. 75-77.
88. ↑  Bernini-Regina.
89. ↑  Santoro, 2007.
90. ↑  Natale, 1976, p. 76:
«Dalla Scuola dovevano uscire coloro che, tra i giovani, avrebbero dovuto dedicare la loro giornata professionale agli archivi.»
91. ↑  Cagliari Poli, p. 14 §2.
92. ↑  Santoro, 2011, p. 7.
93. ↑  Guida 1847, p. 269.
94. ↑  Guida 1853, p. 96; p. 203.
95. ↑  Guida 1855, pp. 213-214.
96. ↑  Guida 1860, p. 282. In Guida 1861, p. 280 si ricorda però che l'insegnamento continua a essere tenuto «presso i RR. Archivi».
97. ↑  Muoni, p. 43; Guida 1863, p. 195.
98. ↑  Muoni, p. 48. Anche Cagliari Poli, p. 15 §1 ricorda la chiusura della scuola in quell'anno.
99. ↑  Muoni, pp. 48-49. Esattamente, il Ferrario morì il 28 novembre dello stesso anno.
100. 1 2  Guida 1872, p. 232.
101. ↑  Natale, 1976, pp. 75-76.
102. ↑  Guida 1879, p. 248.
103. ↑  Santoro, 2011, p. 8.
104. ↑  Raponi, p. 321.
105. ↑  Santoro, 2011, p. 28.
106. ↑  Raponi, pp. 321-322.
107. ↑  Raponi, p. 328.
108. ↑  Guerrini Ferri.
109. ↑  Piano, p. 323.
110. ↑  Piano, p. 326.
111. ↑  Scuola A. P .D.
112. ↑  Mombelli Castracane, p. 297.
113. ↑  Spreti, p. 157:
«Questo ramo dell’antica casata milanese dei Bossi aggiunse al proprio il cognome visconteo in seguito alle nozze di FRANCESCO con Isabella Visconti. Fu questi avo di LUIGI (1759-1828), canonico ordinario della Metropolitana, indi, sotto il regime napoleonico, consigliere di Stato, prefetto generale degli Archivi del Regno...»
114. ↑  Cassetti, p. 309.
115. ↑   Malaguzzi Valeri Ippolito, su lombardiabeniculturali.it..
116. ↑  Cassetti, p. 536.
117. ↑  Piano, p. 324.
118. ↑  Elenco completo riportato dall'Archivio di Stato di Milano, p. 238.
119. ↑   Soprintendenza archivistica e bibliografica della Lombardia - Struttura organizzativa, su sa-lom.archivi.beniculturali.it, Soprintendenza archivistica e bibliografica della Lombardia - DGA - MIBAC. URL consultato il 18 novembre 2018.